# スズキ・スペーシア
スペーシア (Spacia) は、スズキが2013年から生産・販売する軽トールワゴン（軽スーパーハイトワゴン）および軽ボンネットバンである。
本項目では、以下の派生モデルについても記す。
- スペーシア カスタム - カスタムモデル
- スペーシア ギア - SUV風カスタムモデル（2018年 - ）
- スペーシア ベース - 商用車モデル（2022年 - ）

## 概要
2008年1月から販売されていた「パレット」のフルモデルチェンジとして発表された（そのため、車両型式もパレットの「MKxxS」を引き継いでいる）。フルモデルチェンジに際して車名を変更した背景として、スズキの本田治代表取締役副社長兼四輪技術本部長は、室内寸法・軽量化・燃費性能などに大きな進歩があり、「大幅にクルマが変わったから」であると説明している。パレットの特徴であった両側スライドドアや副変速機構付CVTはスペーシアにも継承されている。
2022年8月には商用モデル（軽ボンネットバン）もラインナップされるようになった。ただし、OEM車であるマツダ向けへの製品（フレアワゴン）には、商用（軽ボンネットバン）モデルは、OEM供給されていない。

## 初代 (MK32S/42S型 2013年 - 2018年)

### デザイン
スペーシア
外観にボディ同色のフロントグリルが採用され、全てのピラーをブラックアウトしている。2013年（平成25年）8月に追加設定された「レーダーブレーキサポート装着車」ではフロントグリル下部にメッキアクセントが配された。内装はインパネにおいて上面を低くした上下2段構造とし、上部はブラウン、下部を明るめのベージュの2トーンカラーとした。後期型では外観のフロントグリル下部のメッキアクセントが新形状に変更して標準化。内装色はベージュ内装とグレー内装の2種類となり、ボディカラーに応じた設定となった。「T」はフロントグリルが上部に白色LEDのイルミネーションを内蔵したフルメッキタイプとなった。2016年（平成28年）12月の一部仕様変更で、内装色がグレーに替わってカスタム/カスタムZと同じブラック内装が標準設定となり、「X」でホワイト2トーンルーフまたはボディカラーでクリスタルホワイトパールを設定した場合でベージュ内装の選択を可能とした。
カスタム・カスタムZ
カスタムは外観のフロントグリルがスケルトン構造となり、ヘッドランプも形状を変更され、LEDポジションランプを内蔵。バンパーの形状もスペーシアから変更され、専用デザインアルミホイールを装備した。内装はブラック基調となり、エアコンルーバーリングやインサイドドアハンドルにシルバー加飾が施された。後期型ではフロントグリルにメッキを追加。内装には赤のアクセントが新たに施された。
カスタムZはボンネットフードの位置をカスタムよりも高くし、フロントグリルをブラック基調のメッキに変更の上、大型メッキフロントミドルグリルを追加。フロントバンパーをエアロ形状に変更してLEDイルミネーションを組み込んだフロントフェイスを採用され、LEDフォグランプが装備された。ちなみに、カスタムZのディスチャージヘッドランプは、2代目ワゴンRスティングレーと同じデザインであるが、干渉を防ぐ為内部構造が変更されている。内装はカスタム同様ブラック基調だが、アクセントにチタンシルバー加飾が採用されている。

### メカニズム
パワートレイン
5代目ワゴンRで初採用された「スズキグリーンテクノロジー」を採用。「パレット」の一部グレードで既に導入されていたアイドリングストップシステムは全車標準装備化した上で改良され、停車前の減速時にアクセルペダルを離した段階からガソリンの供給をカットし、ブレーキペダルを踏んで時速が13km以下になると自動でエンジンを停止することでアイドリングストップ時間を延長。ブレーキペダルを離す、ステアリングを操作する、「アイドリングストップOFFスイッチ」を押すのいずれかの動作でエンジンの再始動が可能である。併せて、坂道発進時には後退を抑制するヒルスタートアシストも装備される。また、元々アイドリングストップシステムに搭載している鉛バッテリーに加えて高効率リチウムイオンバッテリーも搭載。オルタネーターを高効率・高出力化し、減速時に発生するエネルギーを発電・充電し、蓄えた電力をオーディオやメーターなどの電装品に供給することで発電に使用するガソリン使用量を最小限に抑える「エネチャージ」や空調ユニットに冷房運転時に凍る蓄冷材を搭載することでアイドリングストップ中に送風運転に切り替わっても冷風を送ることが可能で、室温上昇によるエンジン再始動を抑える効果もある蓄冷技術「エコクール」も搭載された。
エンジンは「パレット」に採用していたK6A型から小型・軽量設計のR06A型（ターボ車は同仕様のインタークーラーターボ）に置換し、ボディに最高1180MPa級の高張力鋼板板を全体の約42%に採用。さらに、ドアパネルやシートフレーム、ルーフ、ラジエーター（16 mm 厚→11.5 mm 厚）、サスペンションなど徹底した軽量化が行なわれ、特に「G」の2WD車は全高1,700mm以上の軽トールワゴンでは最軽量となる840kgを実現した。なお、フロアサイドメンバーの高張力鋼板には新日鐵住金（現・日本製鉄）製が使用されている。
後期型では、前期型に搭載された「エネチャージ」に替わり、5代目・後期型ワゴンRや初代ハスラーの一部グレードに装備されている「S-エネチャージ」を新たに搭載した。スペーシア用の「S-エネチャージ」はハスラー用と同じく、ISG（Integrated Starter Generator：モーター機能付発電機）のモーターアシスト時間を最長30秒間に、モーターアシストの速度域を発進後〜約85 km/hに向上し、アシスト時間と頻度を増やした改良型が搭載されている。同時に、エンジンも8代目アルトから採用されている、11.5の高圧縮比、エキゾーストマニホールド一体型シリンダーヘッドの採用、触媒ケースの簡素化などを行い、ISGの搭載に合わせて補機ベルトシステムを変更した改良型が採用された。2015年8月にはターボ車も「S-エネチャージ」に変更されたが、モーターアシストの速度域が発進後〜約100 km/hに拡大されている。
プラットフォームは3代目MRワゴンや5代目ワゴンRと同じ2,425mmのロングホイールベースが特徴の新プラットフォームが採用されており、インパネの内部構造やレイアウトの工夫により、室内長は2,215 mmを実現した。「G」は13インチタイヤを採用したことで、ロングホイールベースながら最小回転半径4.2mとしたことで取り回しの良さも実現している。
安全装備
2013年（平成25年）8月に衝突被害軽減ブレーキ、誤発進抑制機能、エマージェンシーストップシグナル、ESPの4点が採用、「レーダーブレーキサポート装着車」が設定された。2015年（平成27年）5月のマイナーチェンジで車線逸脱警報機能、先行車発進お知らせ機能及び軽自動車初採用となるふらつき警報の3点が加わり、セットオプションとして設定された。衝突被害軽減ブレーキは導入当初、レーザーレーダー方式の「レーダーブレーキサポート」が用いられていたが、2015年5月のマイナーチェンジで軽自動車で初採用となるステレオカメラ方式の「デュアルカメラブレーキサポート」に変更された。なお、先代のパレットでは廉価グレードを除く全車にサイドエアバッグが標準装備されていたが、初代モデルでは前述の軽量化の都合に伴い非装備となった。
装備
リアドアトリムに引き出し式のロールサンシェードを備えているほか、パワースライドドアには、リアアウタードアハンドル内に、スイッチの1度押しで解錠と自動開閉を行うワンアクションスイッチ備えたワンアクションパワースライドドアが採用された。

### 年表

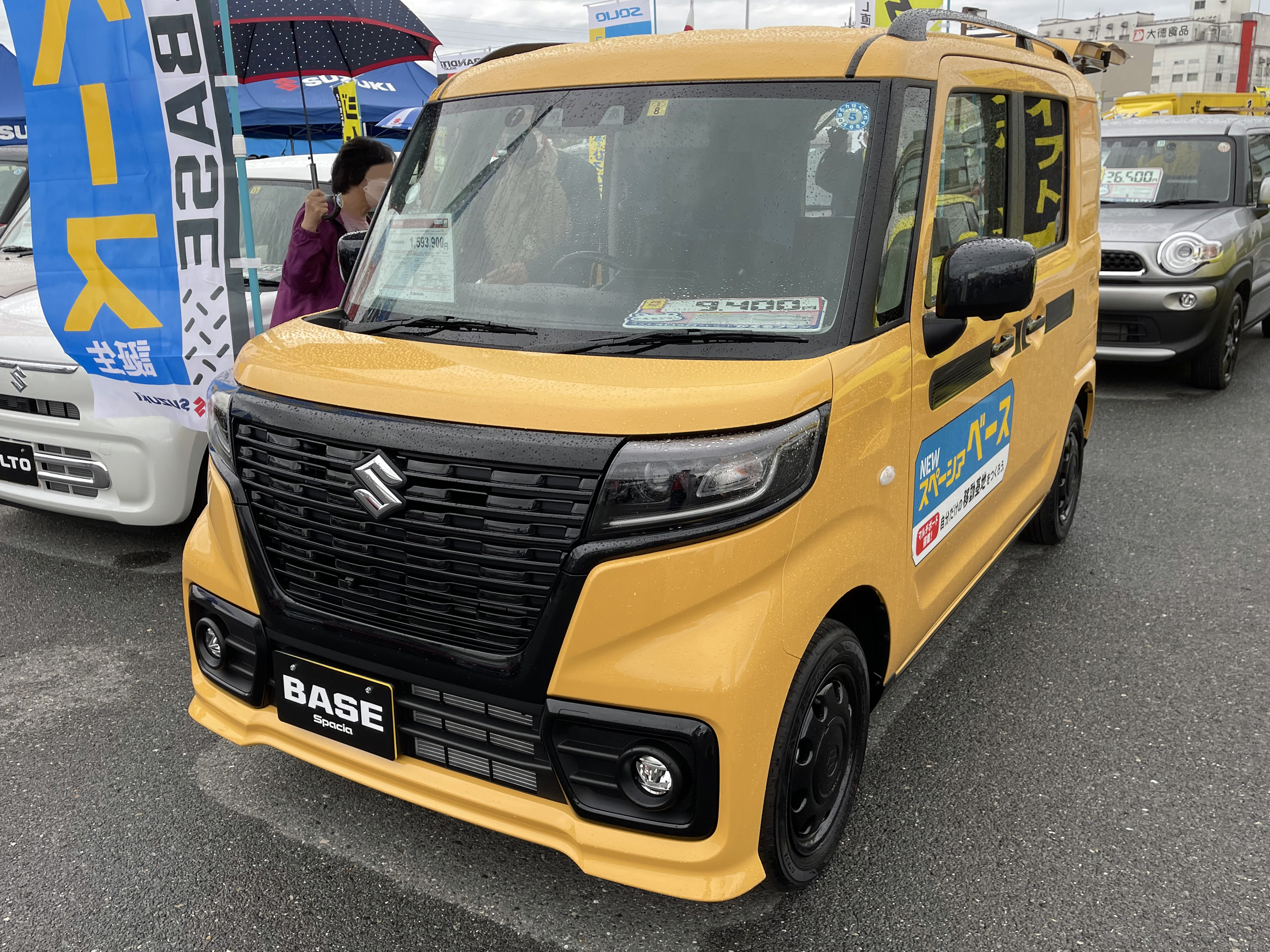
ベース XF
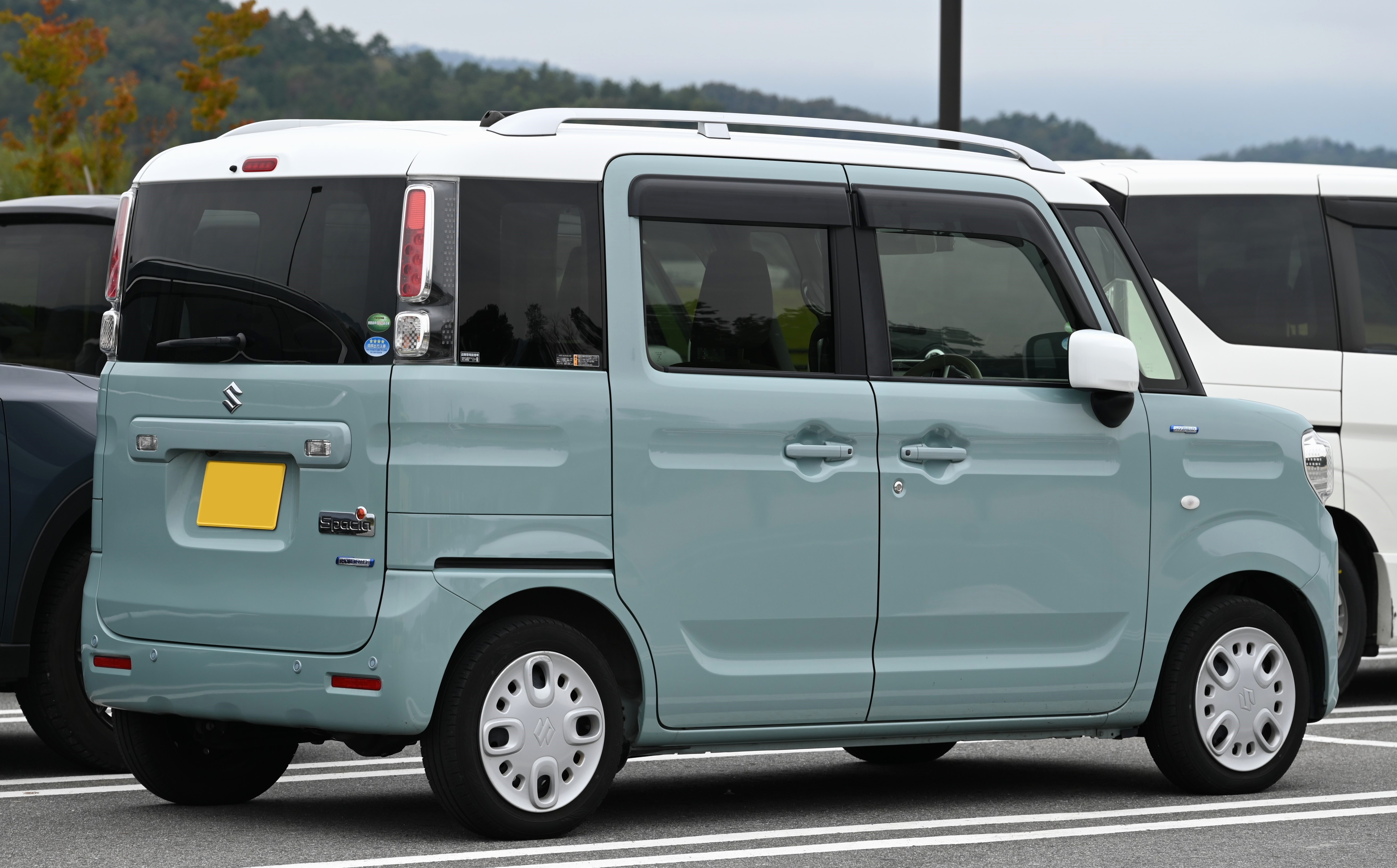
HYBRID G（2017年12月販売型） リア
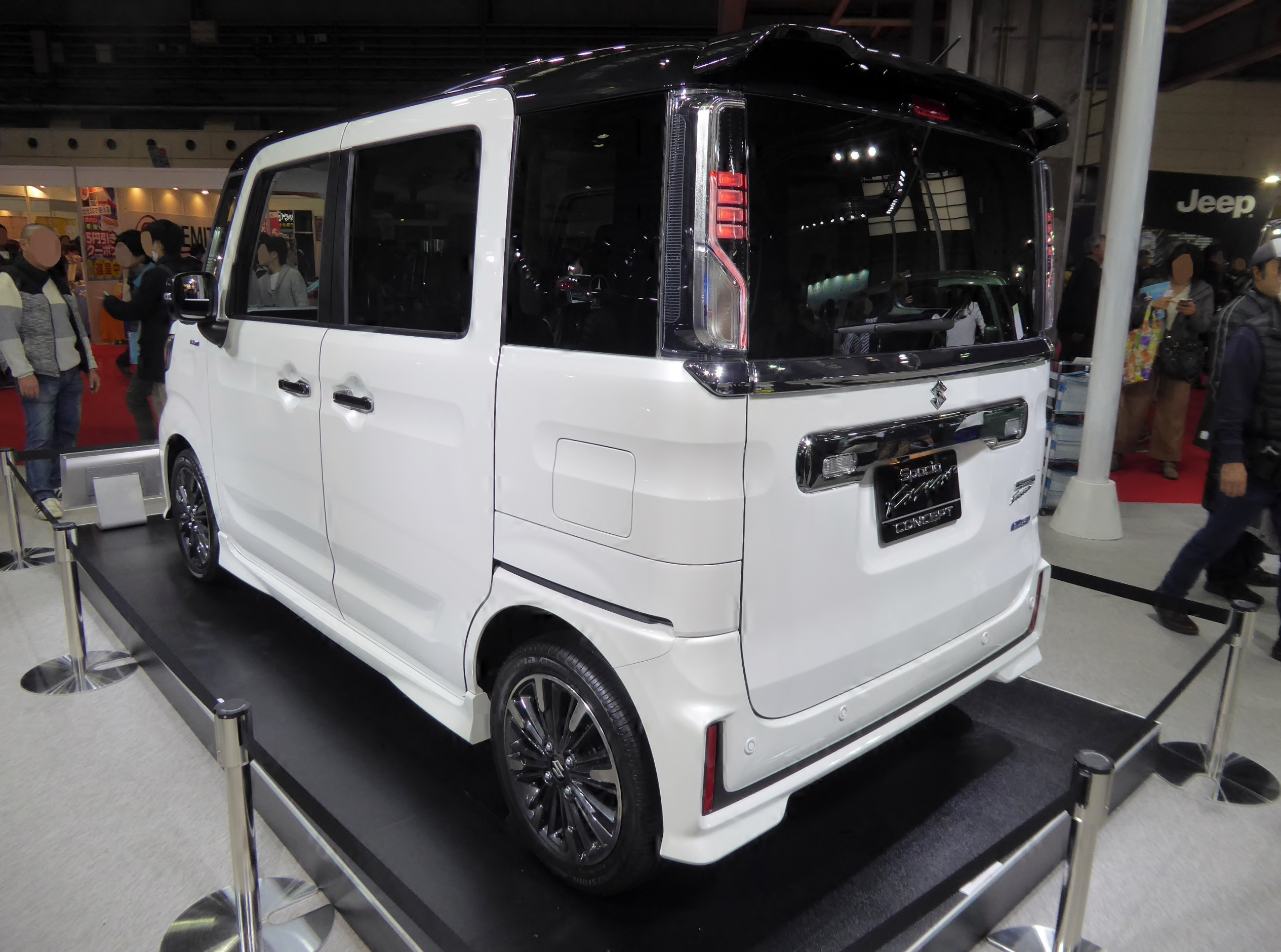
カスタム HYBRID XSターボ（大阪モーターショー2017展示車両） リア
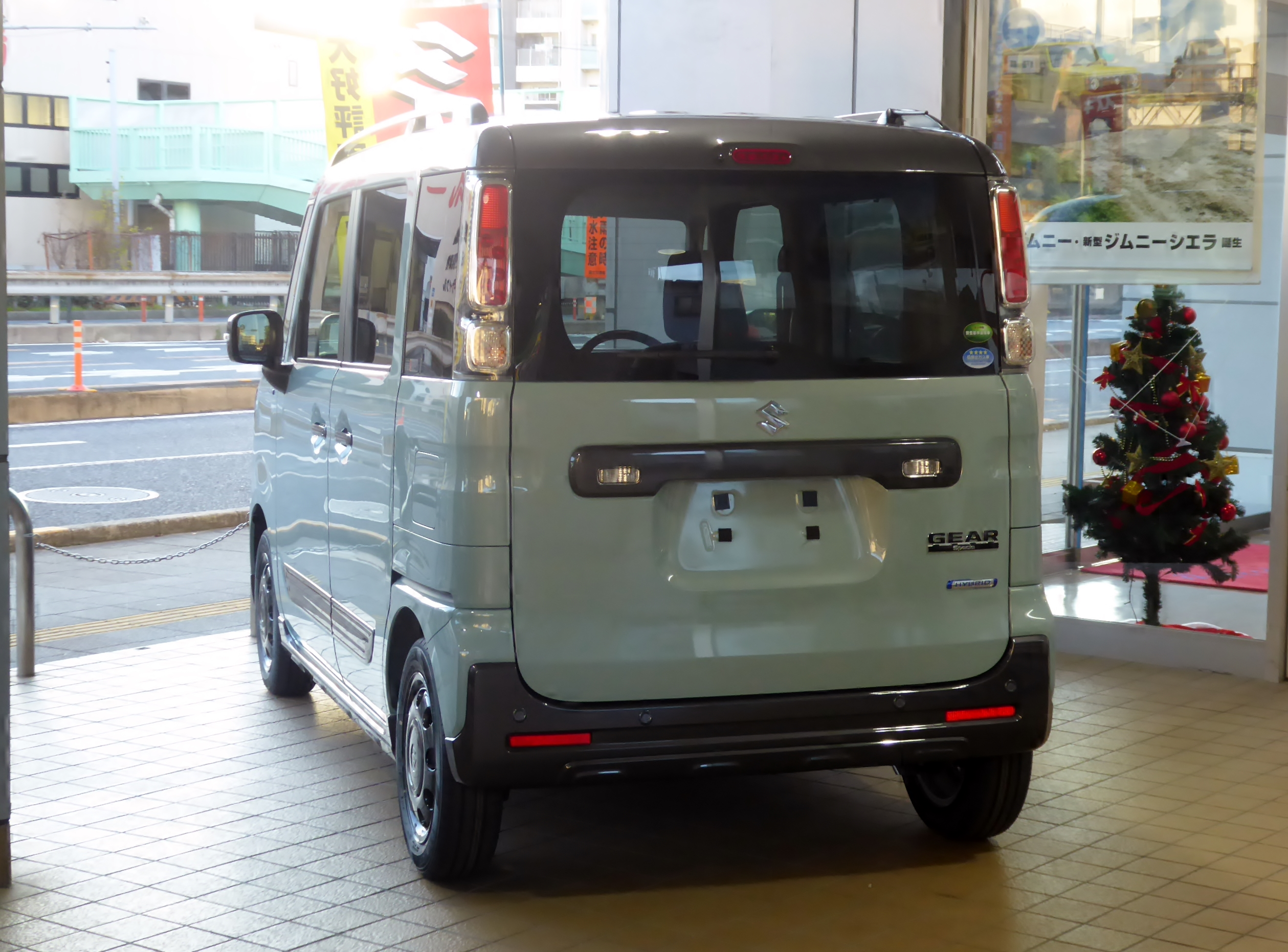
ギア HYBRID XZターボ（2018年12月販売型） リア
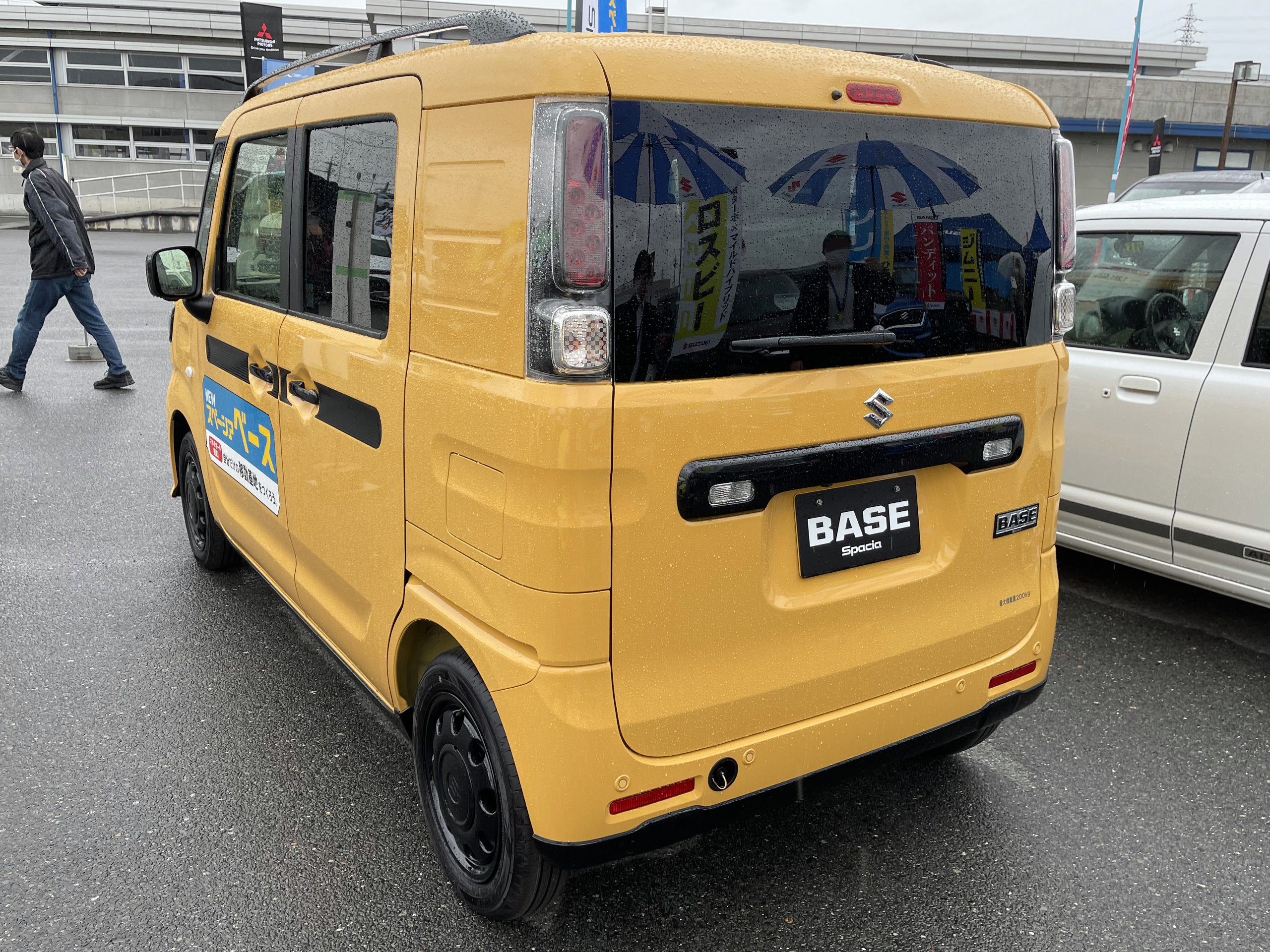
ベース XF リア
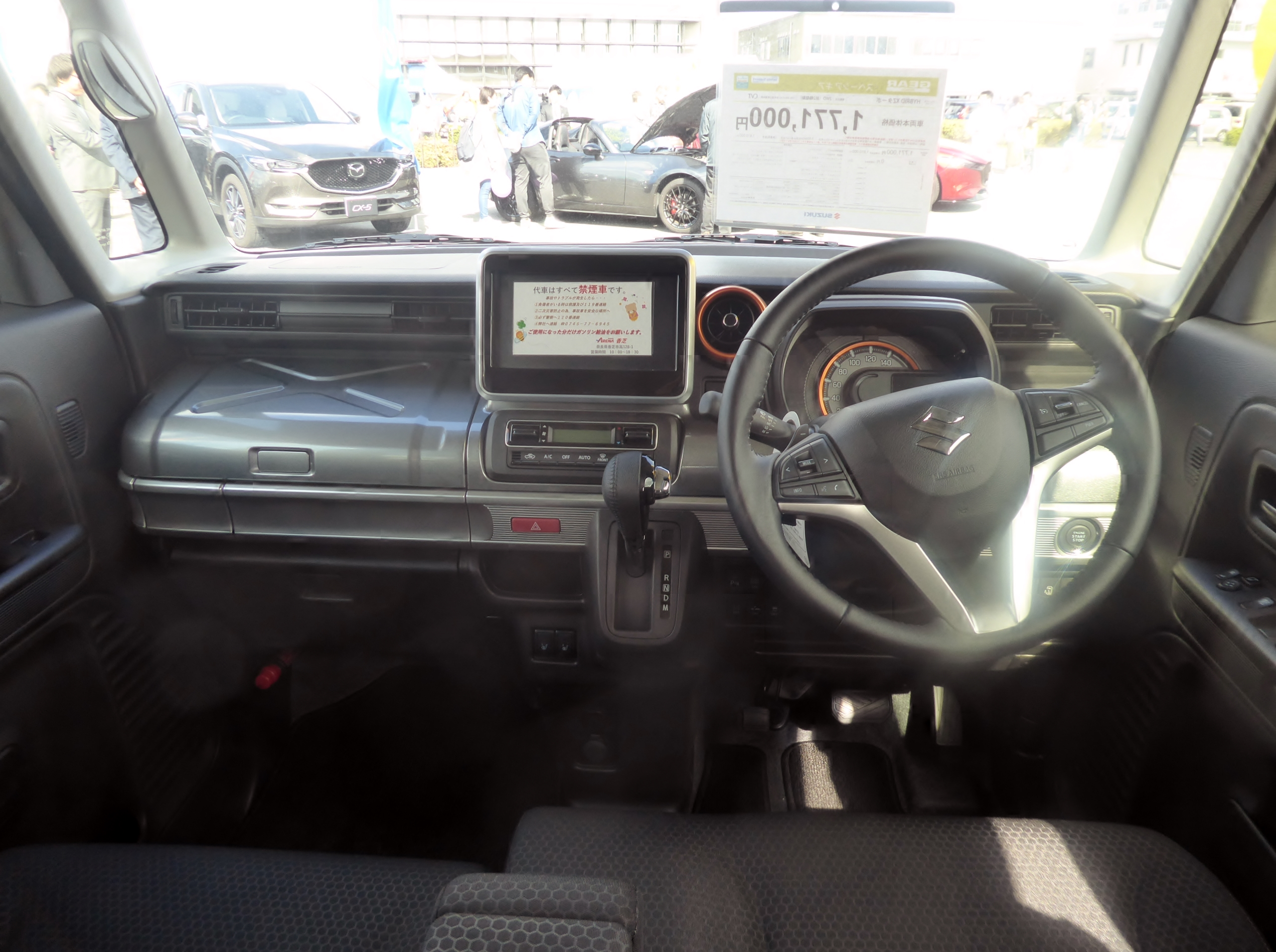
ギア HYBRID XZターボ（2018年12月販売型） 室内
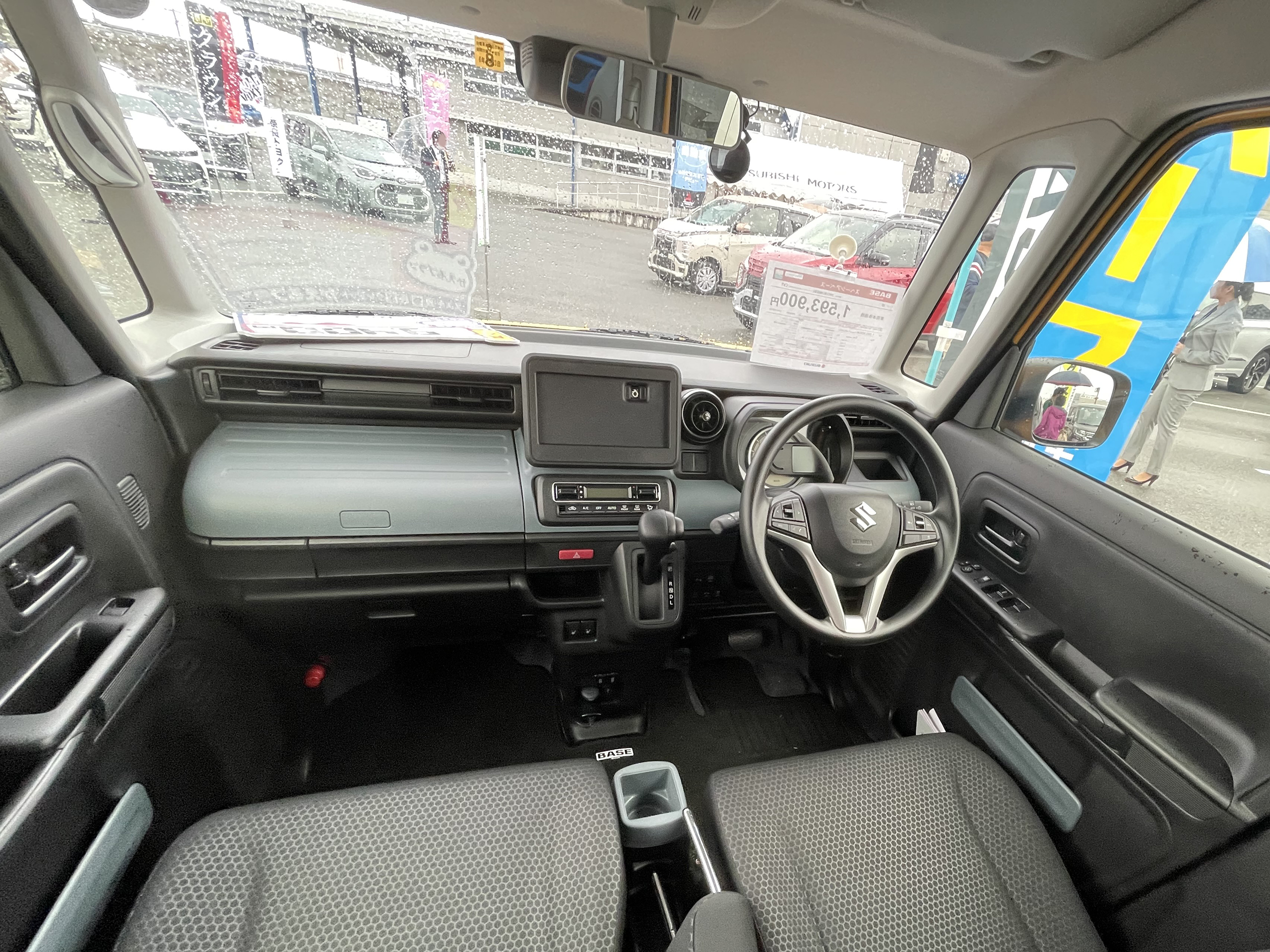
ベース XF 室内

2013年2月26日
公式発表（同年3月15日より販売開始）。CM出演者は堀北真希。なお、公式発表の場では後述の「スペーシア カスタム」も展示されたが、この段階では詳細が明らかにされていなかった。
グレード体系はNA車の普及グレード「G」、標準グレードの「X」、ターボ車「T」の3グレードを設定。ボディカラーはキャンドルオレンジメタリックやフォレストアクアメタリックを含む7色を設定するが、「X」と「T」にはアルトラパン同様にホワイト2トーンルーフ仕様車が設定されている（本仕様車では前述の新色を含む4色を設定）。
また、全車オーディオレス仕様が基本だが、マルチタッチ対応6.2インチディスプレイやバックモニターを搭載し、Bluetooth・MHL対応HDMI端子搭載によりiPhoneやAndroidスマートフォンなどと接続可能なスマートフォン連携ナビゲーションをメーカーオプションに設定している（本装着車ではハンズフリーマイクと外部端子が追加装備され、ウレタンステアリングホイールはオーディオスイッチ付一部シルバー塗装仕様となる）。
環境性能では、エンジンや駆動方式を問わず、全車「平成17年基準排出ガス75%低減レベル（☆☆☆☆）」認定を取得し、「平成27年度燃費基準+20%」を達成している。
なお、パレットとは異なり、OEM契約の変更により、日産自動車へOEM供給はされていない（日産・ルークスおよび日産・デイズルークスの項目を参照のこと）。
2013年4月25日
マツダへ2代目フレアワゴンとしてOEM供給を開始。
2013年6月12日
スペーシアの公式発表時に展示されていた「パレットSW」の後継車となるスポーティモデル「スペーシア カスタム（Spacia Custom）」を公式発表。同日より販売開始。
CM出演者は舘ひろし、金児憲史、宮下裕治、徳重聡。2014年から宇梶剛士が加わる。CM演出はかつてのテレビドラマ「西部警察」をモチーフとしたもの。
グレート体系はNA車の「GS」・「XS」とターボ車の「TS」の3グレードを設定。ボディカラーは新色のスチールシルバーメタリック（メーカーオプション）とクールカーキパールメタリックを含む7色を設定（ブルーイッシュブラックパール3とパールホワイト(オプションカラー)を除いてスペーシアと異なるカラーバリエーションとなる）。
なお、スペーシア カスタムの発売に合わせ、スペーシアの「X」と「T」には後席右側（運転席側）ワンアクションパワースライドドアのオプション設定が追加された。
2013年7月18日
マツダにフレアワゴンカスタムスタイルとして、スペーシアカスタムのOEM供給を開始。
2013年8月26日
「レーダーブレーキサポート装着車」の設定が発表された（9月17日販売開始）。
「G」の「レーダーブレーキサポート装着車」は前述した安全装備やデザイン変更に加え、14インチタイヤにサイズアップし、フロントスタビライザーが追加装備された。
また、販売店アクセサリーの純正カーナビゲーションには、スズキ初のワイドDINサイズ（幅200 mm）のワイドナビ4機種が設定された。なお、市販のワイドDINサイズカーナビゲーションも、インパネのオーディオガーニッシュを販売店アクセサリーのオーディオ交換ガーニッシュ（ワイドDIN対応）に変えることで装着可能となっている。
2013年10月28日
福祉車両「ウィズシリーズ」の新ラインナップとして「車いす移動車」を発売。ヘッドレストを付けた状態で折り畳みが可能なリアシートが採用されたことでベース車同様に4名乗車も可能。スロープは解除ノブを引き上げながらゆっくり手前に引いて接地させる方式のテールゲート一体型が採用され、フリーモード付電動ウインチとワイヤレスリモコンを装備。手すりと車いす乗員用3点式シートベルトも装備され、車いすを固定するための固定ベルトは4点固定とした。グレード体系は「G」と「X」の2グレードで、「G」にはリアシート無車も設定される。ボディカラーはシルキーシルバーメタリック、パールホワイト（メーカーオプション）、「X」専用色のフィズブルーパールメタリックの3色を設定する。
2013年11月23日
「2013-2014日本カー・オブ・ザ・イヤー」において、最も優れた軽自動車に与えられる「スモールモビリティ部門賞」を受賞した（フレアワゴンも同時受賞）。
2014年5月
仕様変更。スペーシアカスタムのボディカラールナグレーパールメタリック、スペーシア「T」のホワイト2トーンルーフ車を廃止。なお、ルナグレーパールメタリックは同時にワゴンR（スティングレーも含む）からも廃止されている。
2014年6月12日
特別仕様車「Xリミテッド」・「カスタム XSリミテッド」を発売。
「X レーダーブレーキサポート装着車」・「カスタム XS レーダーブレーキサポート装着車」をベースに、共通装備として、ワンアクションパワースライドドアをベース車に標準装備している後席左側（助手席側）に加え、ベース車ではオプション設定となっている後席右側（運転席側）も特別装備して後席両側にグレードアップするとともに、プレミアムUV&IRカットガラス（フロントドア）、ステアリングオーディオスイッチ（スマートフォン連携ナビゲーション装着車の場合はベース車に標準装備）、運転席&助手席シートヒーター（4WD車はベース車に標準装備されている運転席シートヒーターに加え、助手席シートヒーターを追加装備）、リアヒーターダクト（2WD車のみ、4WD車はベース車に標準装備）が装備された。、また、ヒーターそのものもエンジン始動直後の低水温時にCVTフルードクーラーへのエンジン冷却水の流れを遮断して冷却水を短時間で温めることで、ヒーターがきき始めるまでの時間を短縮する改良が行われた。
「Xリミテッド」はスポイラー（フロント・サイド・リアアンダー・ルーフエンド）、14インチアルミホイール、LEDサイドターンランプ付ドアミラーを装備するとともに、フロントグリルは専用デザインに変更し、バックドアガーニッシュと共にメッキ化、バックドアを除くカラードドアハンドルをスチールシルバーメタリック塗装とした。内装はブラックを基調に、ファブリックシート表皮とドアトリムクロスにグレー、ドアアームレスト・インサイドドアハンドル・オーディオガーニッシュにシルバー、シフトノブボタンにメッキが採用され、メーターは常時照明式のカスタム仕様に変更した。さらに、ディスチャージヘッドランプ（ロービーム、オートレベリング機構付）、オートライトシステム、助手席バニティミラー（チケットホルダー付）も特別装備した。ボディカラーは特別設定色のアーバンブラウンパールメタリック、カスタム専用色であるクールカーキパールメタリックとスチールシルバーメタリック（メーカーオプション）を含む5色を設定した。
「カスタム XSリミテッド」はスケルトンタイプのフロントグリルとヘッドランプにブラックメッキを、ファブリックシートの一部とドアトリムクロスにレザー調をそれぞれ採用し、LEDイルミネーション（フロントバンパー）、ブラック塗装の専用15インチアルミホイールを装備。ファブリックシートと本革巻ステアリングホイールにはシルバーステッチを施した。また、ボディカラーは4色を設定するほか、ブルーイッシュブラックパール3を除く3色にはオプションで「ブラック2トーンルーフ」も設定される。
2014年7月1日
仕様変更。「T」において、メーカーオプション設定だった「レーダーブレーキサポート」が標準装備化された。
2014年11月4日
車いす移動車を一部改良。
レーダーブレーキサポート、誤発進抑制機能、エマージェンシーストップシグナル、ESPの4点が標準装備され、既存の「G」と「X」はフロントグリルをメッキ化した。さらに、「G」からエネチャージ、アイドリングストップシステム、エコクール、フロントメッキグリルを省いたベーシック仕様の廉価グレード「E」を新設するとともに、「G」と「X」は車両本体価格を一律4.2万円値下げ、リアシートなし車は「G」から新設の「E」の設定に変更となった。
2014年12月18日
特別仕様車「カスタム J STYLE」を発売。
「カスタムXS」をベースに、外観はLEDサイドターンランプ付ドアミラーとアウタードアハンドルをゴールドに、バックドアガーニッシュとスケルトンタイプのフロントグリルをゴールドメッキに変更し、左右フロントフェンダーに「J STYLE」エンブレムを装着。内装はドアアームレスト・ステアリングガーニッシュ・ステアリングステッチ・エアコンルーバーリング・エアコンルーバーガーニッシュにゴールド加飾を施し、ファブリックシート表皮はブラックを基調に金箔をイメージした模様があしらわれた。また、専用デカール（ボンネット・ボディーサイド）、シート表皮と同じデザインとした専用フロアマット、「J STYLE」ロゴ入り黒の専用携帯リモコンカバーを同梱した（販売会社で装着）。装備面では、LEDフロントフォグランプ、プレミアムUV&IRカットガラス（フロントドア）、助手席シートヒーター、15インチアルミホイール、ステアリングオーディオスイッチを特別装備し、後席ワンアクションパワースライドドア（挟み込み防止機構付）はベース車に標準装備されている後席左側に加えて後席右側にも特別装備して後席両側にグレードアップ。2WD車は4WD車に標準装備されている運転席シートヒーター、リアヒーターダクトも特別装備。さらに、カタロググレードでは設定されていないバックアイカメラをメーカーオプション設定した（使用の際にはバックアイカメラ対応純正ナビゲーションと電源ボックスが別途必要）。ボディカラーは4色を設定した。
併せて、販売店アクセサリーの純正カーナビゲーションには、5代目ワゴンR（後期型）に引き続き8インチワイドナビ（JVCケンウッド製(ケンウッドブランド)）が設定された。
2015年4月1日
仕様変更。新たに設けられた「平成32年度燃費基準」を全車で達成。特にNA車は「平成32年度燃費基準+10%」を達成した。
2015年5月19日
マイナーチェンジ（2型）。
前述のとおり、NA車は「エネチャージ」から「S-エネチャージ」に変更。エンジンの改良と相まって燃費性能が向上され、NA車全車で「平成32年度燃費基準+20%」を達成した。
前期型で設定されていた「レーダーブレーキサポート装着車」は「デュアルカメラブレーキサポート」に変更されてセットオプション設定となった。スペーシアの場合、カスタムに標準装備されているトップシェード付フロントガラスも同時にセットされる。
「X」・「カスタムXS」にメーカーオプション設定されているナビゲーションも改良となり、7インチに大画面化してタッチパネルが改良されたほか、セットされるカメラは車両の前後左右に4カ所設置し、車両を真上から見たような俯瞰映像をナビゲーション画面に表示するほか、ボタン操作で前方/後方ワイド映像、助手席側のサイド映像など視点の切替が可能な全方位モニターとなった（なお、全方位モニター付メモリーナビゲーションを装備した場合、TV用ガラスアンテナ、ハンズフリーマイク、外部端子（AUX・USB）が追加装備される）。
さらに、2014年6月に発売された特別仕様車「Xリミテッド」・「カスタムXSリミテッド」に採用されていたCVT温水カットバルブを備えた改良型ヒーターとリアヒーターダクトを標準装備したほか、シートヒーターも2WD車は運転席に、4WD車は運転席と助手席にそれぞれ標準装備。防音、防振材の追加も施された。「X」と「カスタムXS」には特別仕様車「Xリミテッド」・「カスタムXSリミテッド」にも装備されていたプレミアムUV&IRカットガラス（フロントドア）を標準装備し、フルオートエアコンに「ナノイー」を新たに搭載した。
そのほか、スペーシアの「G」はメーカーセットオプションの設定を廃止する代わりに、「レーダーブレーキサポート装着車」設定時のみに適応していた14インチタイヤとフロントスタビライザーを標準装備化。カスタムは「GS」に後席両側スライドドアクローザー、後席左側（助手席側）ワンアクションパワースライドドア（挟み込み防止機構付）、チルトステアリング、運転席シートリフター、フロントアームレストボックスを新たに標準装備。「XS」はこれまでメーカーオプション設定だった後席右側（運転席側）ワンアクションパワースライドドア（挟み込み防止機構付）を標準装備化し、フロントフォグランプは2014年12月に発売された特別仕様車「J STYLE」と同じLED式に変更した。
ボディカラーは白系（メーカーオプション）のパールホワイトをクリスタルホワイトパールに入れ替えたほか、スペーシアは緑系のフォレストアクアメタリックを新規色のフレンチミントパールメタリックに（「X」に設定のホワイト2トーンルーフも同様に入れ替え）、8代目アルト採用色のシフォンアイボリーメタリックを追加して8色に拡大。スペーシアカスタムは紫系（メーカーオプション）のミステリアスバイオレットパールを3代目エブリイワゴン採用色のムーンライトバイオレットパールメタリックに入れ替え、特別仕様車「Xリミテッド」専用色だったアーバンブラウンパールメタリックを追加して7色に拡大した。
2015年6月25日
同年5月のマイナーチェンジ後も現行仕様を継続販売していた車いす移動車をマイナーチェンジ。
カタロググレード同様、「G」と「X」は「エネチャージ」を「S-エネチャージ」に変更し、R06A型エンジンを高圧縮比仕様の改良型に置換され、運転席シートヒーターを装備。さらに、「X」は「ナノイー」搭載フルオートエアコンとプレミアムUV&IRカットガラス（フロントドア）も装備された。「S-エネチャージ」非搭載の廉価グレード「E」はメッキフロントグリルを新たに装備する代わりにキーレスプッシュスタートシステムを非装備化したことで、車両本体価格を1万円値下げされた。
2015年8月5日
同年5月のマイナーチェンジで新たに導入した「デュアルカメラブレーキサポート」及び全方位モニター装着車において、JNCAP予防安全性能アセスメントにおいて軽自動車内で最高得点となる46点満点中45.8点を獲得し、スズキ車で初となる最高ランクの評価「先進安全車プラス（ASV+）」を獲得したことを発表。特に、車線逸脱警報装置（LDWS）と後方視界情報提供装置（バックビューモニタ）の2項目では満点評価となった。
2015年8月18日
同年5月のNA車のマイナーチェンジ時に予告されていたターボ車をマイナーチェンジ。
NA車同様に前期型の「エネチャージ」から「S-エネチャージ」に置換。燃費性能の向上により、2WD車は「平成32年度燃費基準+10%」を達成した。さらに、ターボ車専用装備としてクルーズコントロールシステムと7速マニュアルモード付パドルシフトも装備した。
「T」は外観デザインも大幅に変更され、メッキバックドアガーニッシュ、LEDサイドターンランプ付ドアミラー、14インチアルミホイールを装備した。カスタムのターボ車は前期型の「TS」1グレードから「GSターボ」と「XSターボ」の2グレードに細分化した。
2015年12月21日
特別仕様車「Gリミテッド」発売。
「G」をベースに、ベース車ではメーカーオプション設定となっているデュアルカメラブレーキサポートをはじめ、誤発進抑制機能、車線逸脱警報機能、ふらつき警報機能、先行車発進お知らせ機能を特別装備し、同時にトップシェード付フロントガラスも特別装備。さらに、「T」と同一デザインのメッキフロントグリル（LEDイルミネーション（ホワイト）内蔵）や「T」に装備されているメッキバックドアガーニッシュを装備し、専用仕様に変更したファブリックシート表皮（撥水加工）とドアトリムクロスにブラックを、ドアアームレストとインサイドドアハンドルにシルバーをそれぞれ採用し、ウレタンステアリングホイールには一部シルバー塗装を施した。さらに、後席左側ワンアクションパワースライドドア、後席両側スライドドアクローザー、ステアリングオーディオスイッチ、運転席シートリフター、チルトステアリング、フロントアームレストボックスも特別装備されたほか、ベース車では未設定の全方位モニター付メモリーナビゲーションを特別にオプション設定された。ボディカラーはキャンドルオレンジメタリック、イノセントピンクパールメタリック、フィズブルーパールメタリック、シルキーシルバーメタリックが設定されない代わりに、スペーシアカスタム専用色であるムーンライトバイオレットメタリックパール（メーカーオプション）、アーバンブラウンパールメタリック、スチールシルバーメタリック（メーカーオプション）が特別設定される。
2016年10月17日
メーカーオプションの全方位モニター付メモリーナビゲーションにおいて、Android Autoの対応化などの機能拡充を行い、既に利用中のユーザー向けにホームページにて配信を開始したことを発表。以降に生産される分についてはソフトウェア更新済の状態で搭載される。
2016年10月31日
仕様変更。キャンドルオレンジメタリックを廃止（「X」に設定のホワイト2トーンルーフも同時に廃止）。
2016年12月5日
スペーシアカスタムの追加モデル「スペーシアカスタムZ」のティザーサイトを公開。
2016年12月22日
メーカーオプションのデュアルカメラブレーキサポート及び全方位モニター装着車が、2016年度JNCAP予防安全性能アセスメントにおいて71点満点中66.7点を獲得し、軽自動車初となる最高ランク評価「ASV++（ダブルプラス）」を獲得したことを発表した。
2016年12月26日
「スペーシアカスタムZ（以下、カスタムZ）」を発売。
ボディカラーは新色のブリスクブルーメタリックや、ハスラーではブラック2トーンルーフ専用色として設定されているアクティブイエローを含む全7色を設定するほか、このうちの3色にはブラック2トーンルーフ仕様も設定される。防眩式ルームミラーが装備されるほか、ターボ車にはメッキドアハンドルとチタンシルバーガーニッシュ付本革巻ステアリングホイールも装備した。また、後席右側ワンアクションパワースライドドア、バックアイカメラ、リアスピーカー&ツイーター、プレミアムUV&IRカットガラス（フロントドア）、「ナノイー」搭載フルオートエアコンをひとまとめにしたメーカーセットオプション「ユーティリティパッケージ」を設定したほか、スペーシア・スペーシアカスタム同様に、「レーダーブレーキサポート」や「全方位モニター付メモリーナビゲーション」のセットオプションも設定される。グレード体系はNA車の「カスタムZ」とターボ車の「カスタムZターボ」の2グレードを設定する。
同時にスペーシア・スペーシアカスタム・車いす仕様車を一部仕様変更。「XS」と「XSターボ」はバックアイカメラを標準装備した。ボディカラーはスペーシア専用色のイノセントピンクパールメタリックとフィズブルーパールメタリック、カスタム専用色のクールカーキパールメタリックの3色を廃止。フェニックスレッドパールとアーバンブラウンパールメタリックはカスタム専用色からスペーシア専用色に移行。カスタムZに設定の新色ブリスクブルーメタリックを「G」・「X」及び車いす仕様車「X」にも設定した。また、「X」に設定のホワイト2トーンルーフもボディカラーの廃止を受けて入れ替えを行い、新たにシフォンアイボリーメタリック・フェニックスレッドパール・アーバンブラウンパールメタリックの3色が追加された。
グレード体系も一部整理され、「T」と「カスタムGSターボ」を廃止した。なお、2015年12月発売の特別仕様車「Gリミテッド」は継続販売される。
2017年4月1日
仕様変更。「G」と「X」の2WD車（「X」の後席右側ワンアクションパワースライドドア装着車を除く）において燃費基準の区分変更に対応し、「平成32年度燃費基準+30%」を達成した。
2017年5月1日
仕様変更。ボディカラーの入れ替え・追加を行い、共通で設定されているのホワイトパール系色（メーカーオプション）を従来のクリスタルホワイトパールから6代目ワゴンR/4代目ワゴンRスティングレーなどで設定されているピュアホワイトパールに差し替え、カスタムZには専用色として4代目ワゴンRスティングレー及び6代目ワゴンR設定色であるブレイブカーキパールが追加された。
2017年6月
仕様変更。ボディカラーのフレンチミントパールメタリックが廃止された（「X」に設定のホワイト2トーンルーフも同時に廃止、OEM車種のフレアワゴン「XS」も同様）。
2017年10月1日
仕様変更。カスタムが生産終了、在庫限りの販売となる。併せて、「X」・カスタムZ及び特別仕様車「Gリミテッド」に設定されていたメーカーオプション「全方位モニター付メモリーナビゲーション」が廃止され、その代わりとして「全方位モニター用カメラパッケージ」が設定された。スペーシアの「全方位モニター用カメラパッケージ」はグレードによって異なり、「X」と「Gリミテッド」は全方位モニター用カメラのみ、カスタムZは全方位モニター用カメラとフロント2ツイーター&リア2スピーカーの2点で構成されている。
2017年11月
カスタムの販売を終了。ホームページのラインナップから一旦削除された。
2017年12月14日
フルモデルチェンジに伴い、スペーシアのカタロググレードとカスタムZの生産・販売を終了。ただし、スペーシアの車いす移動車は、当面の間生産・販売が継続された。
2018年2月9日
スペーシアの車いす移動車が2代目へフルモデルチェンジされたことにより、初代モデルの生産・販売が全て終了した。

スペーシアX（2013年2月販売型）
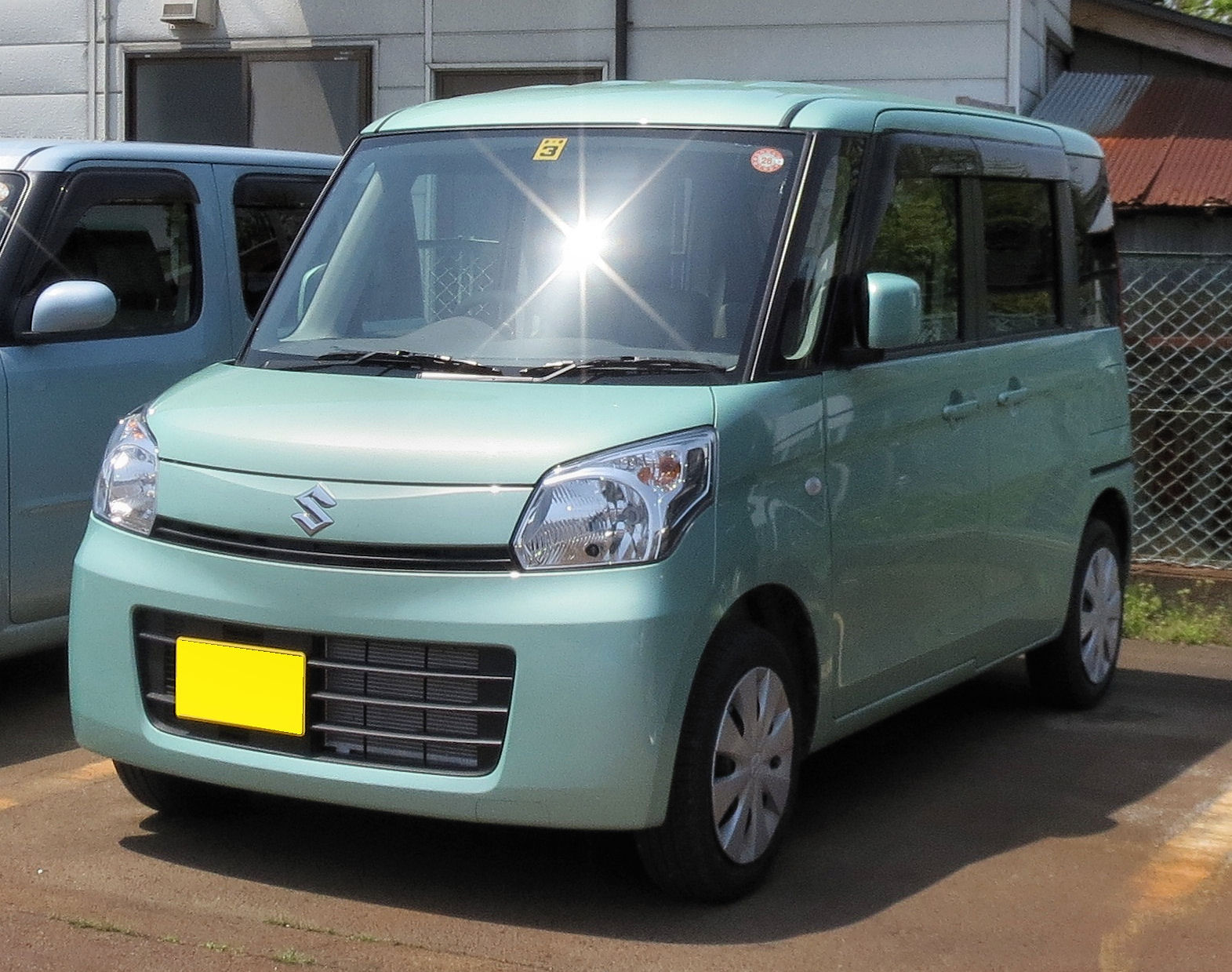
スペーシアX（2013年2月販売型） フロント
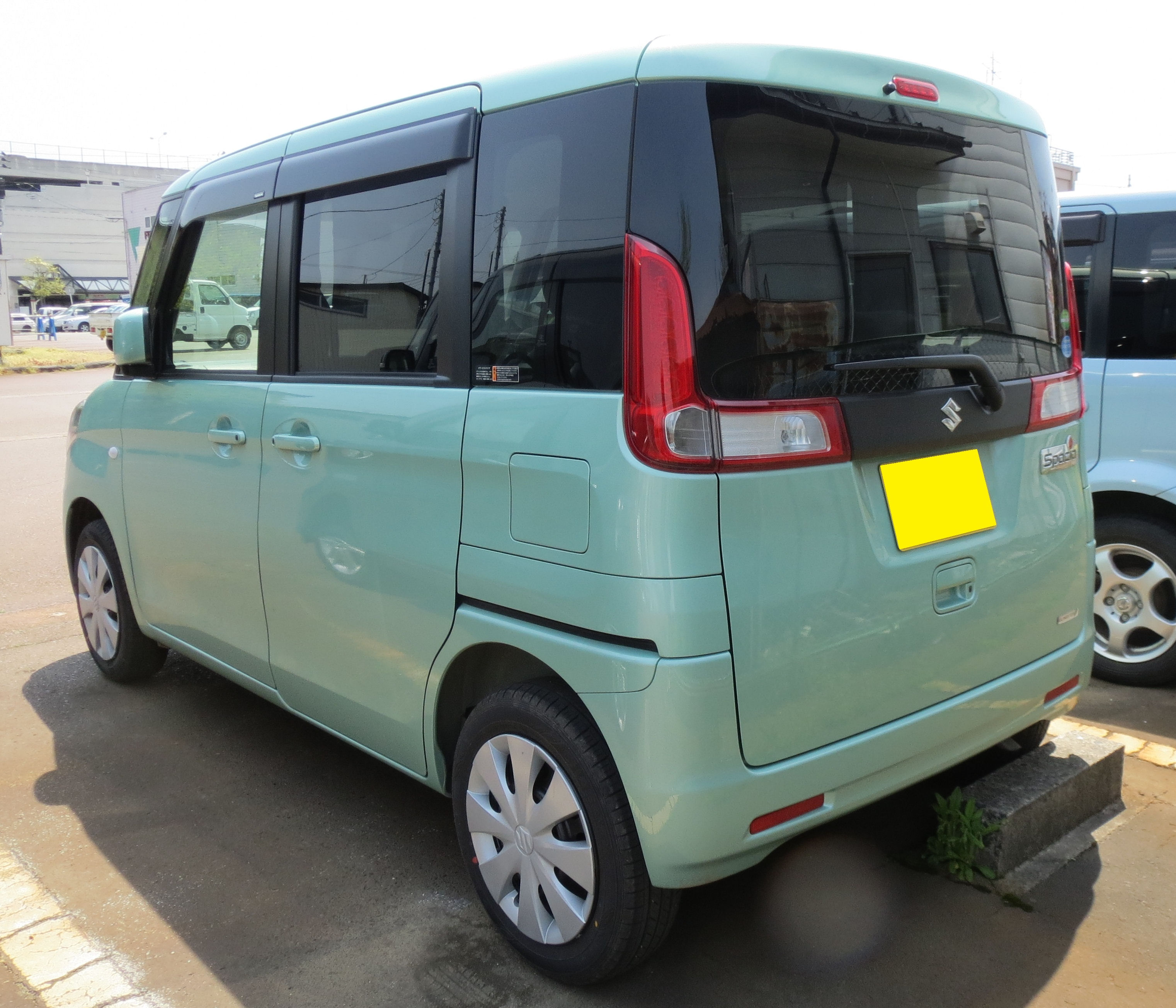
スペーシアX（2013年2月販売型） リヤ
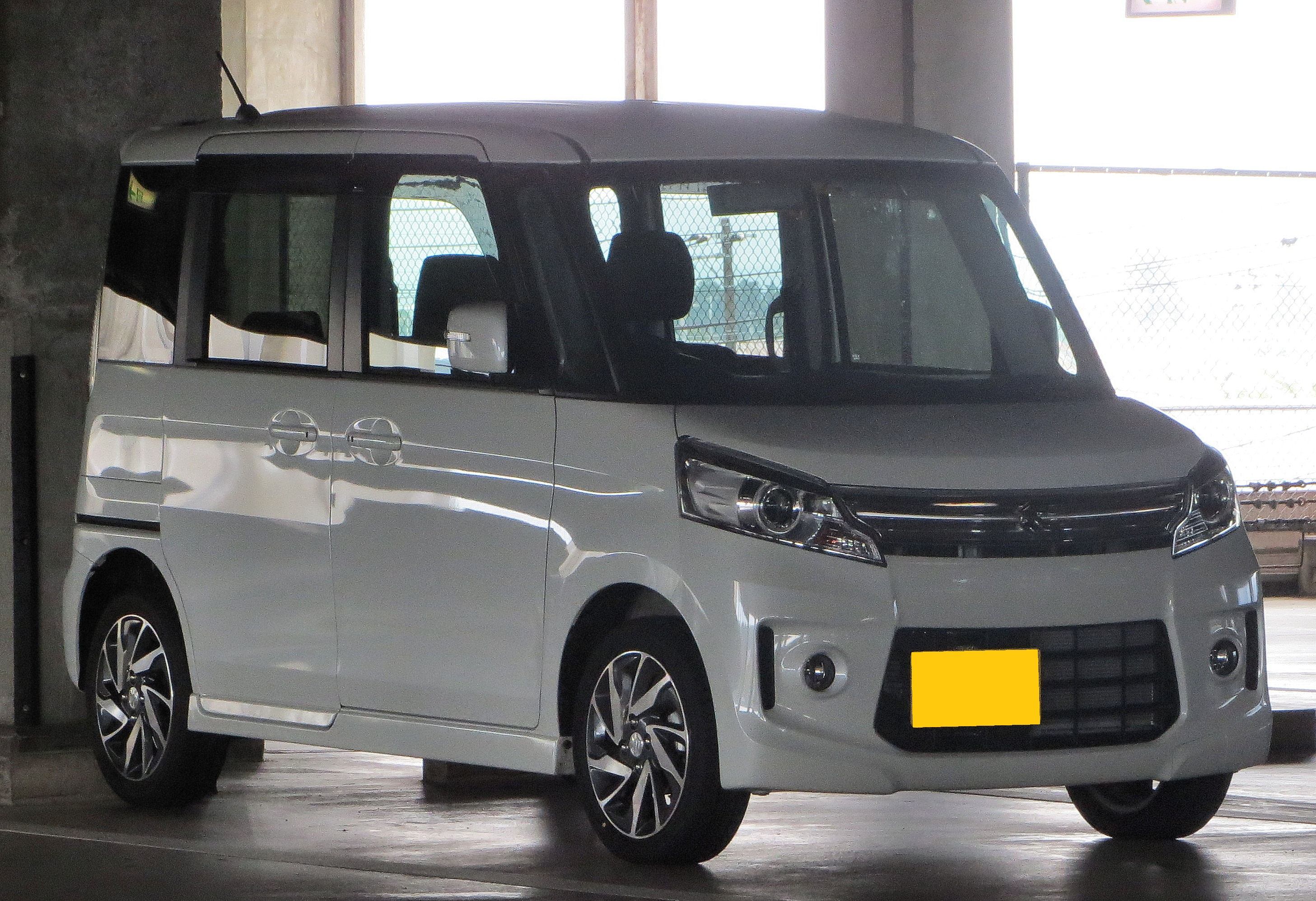
カスタムTS（2013年6月販売型） フロント
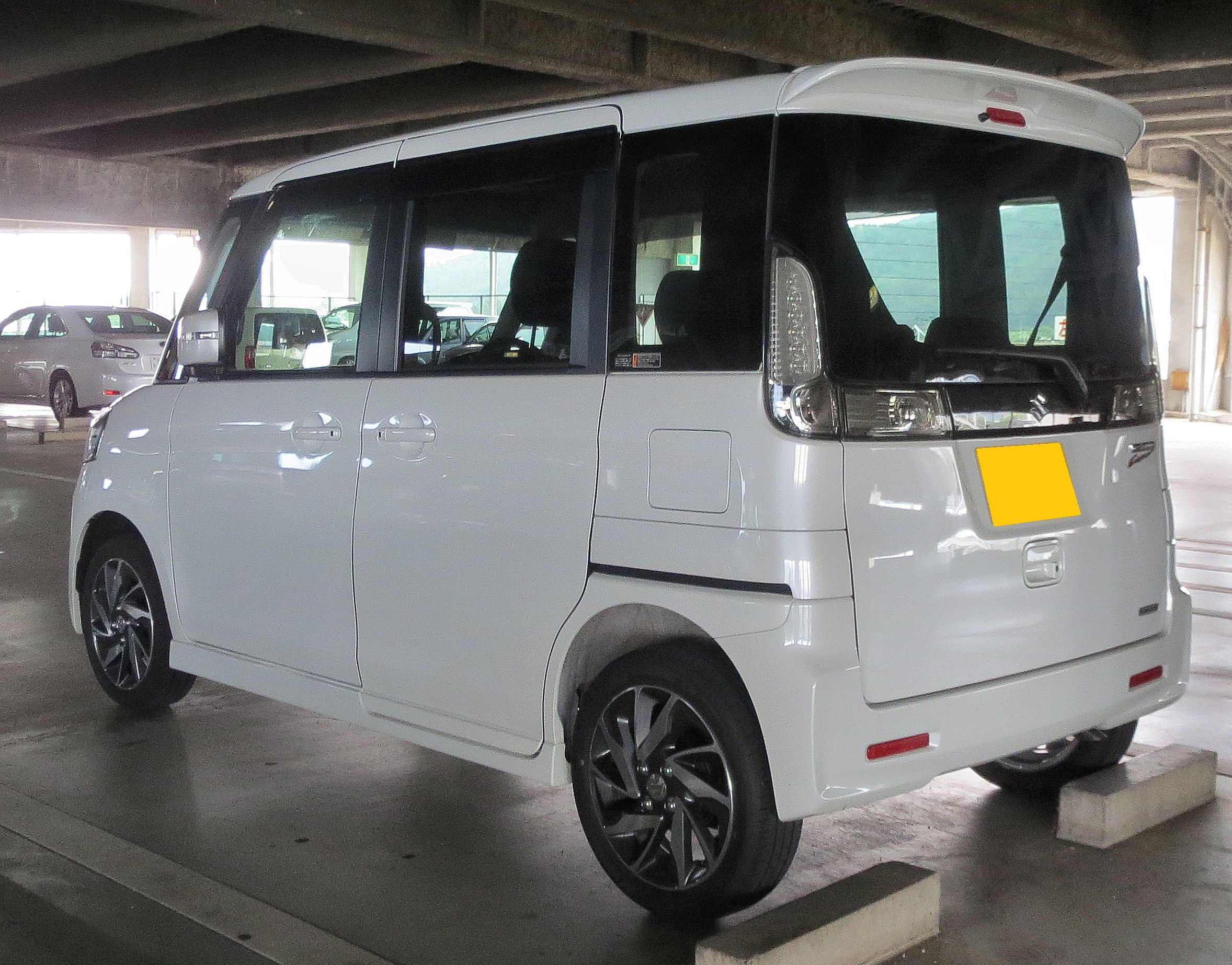
カスタムTS（2013年6月販売型） リヤ
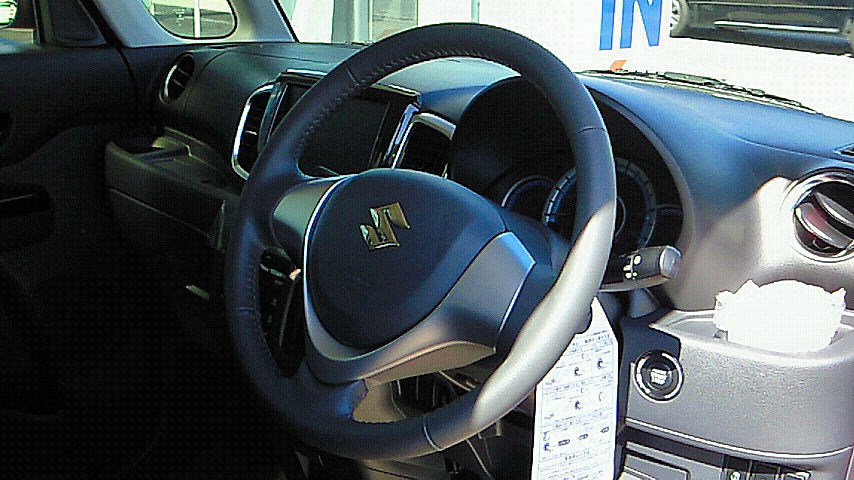
カスタムTS（2013年6月販売型） 室内
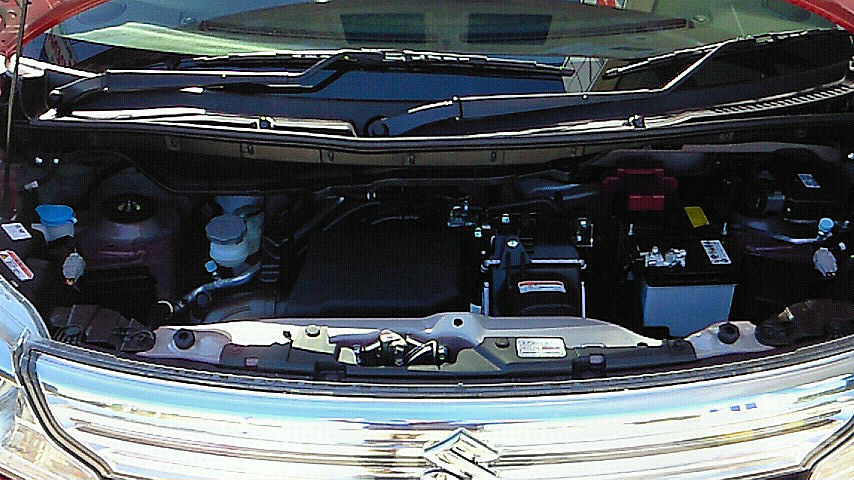
カスタムTS（2013年6月販売型） エンジンルーム

Xリミテッドとカスタム J STYLEとカスタムGSターボ（2型）
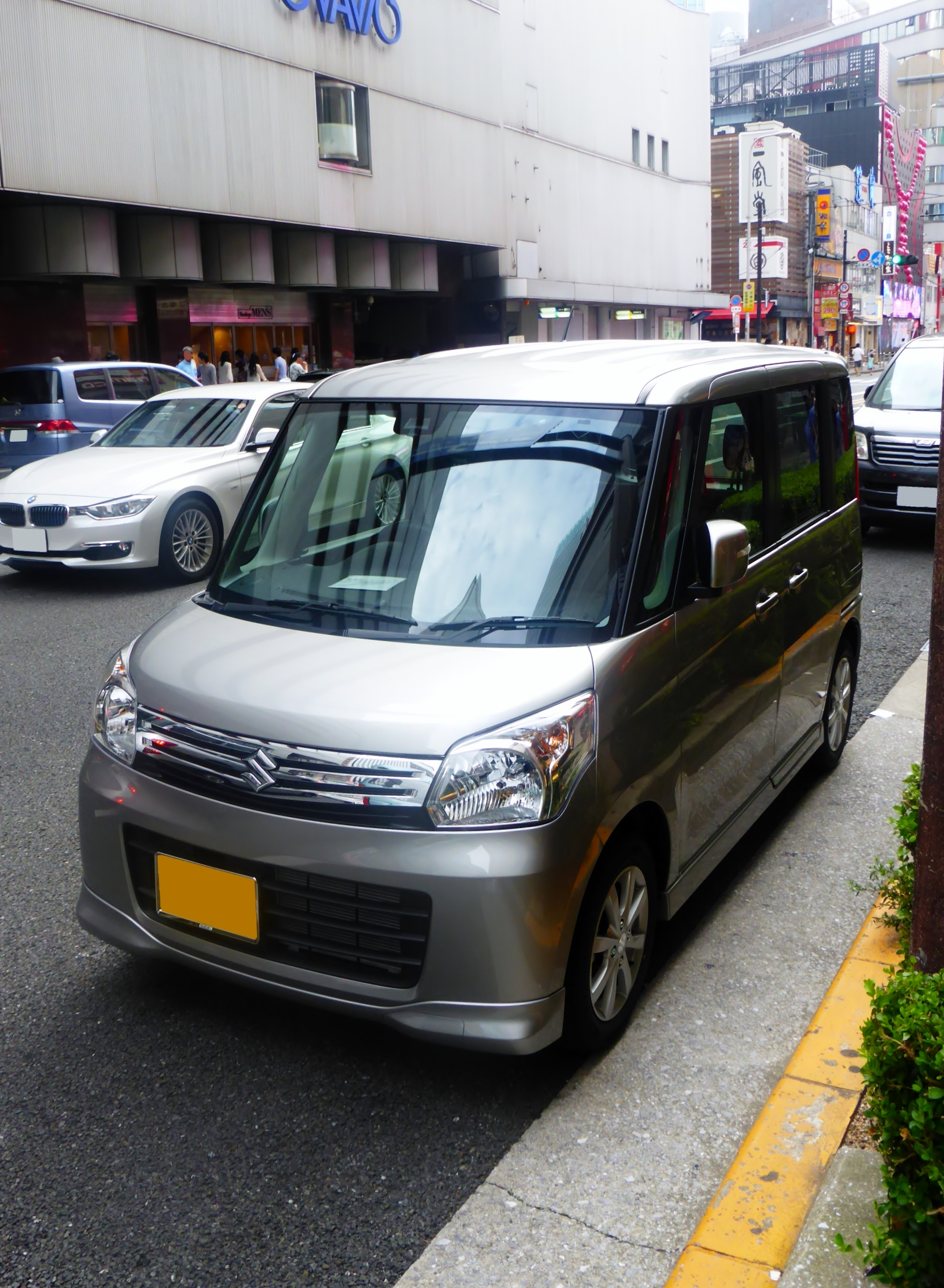
Xリミテッド
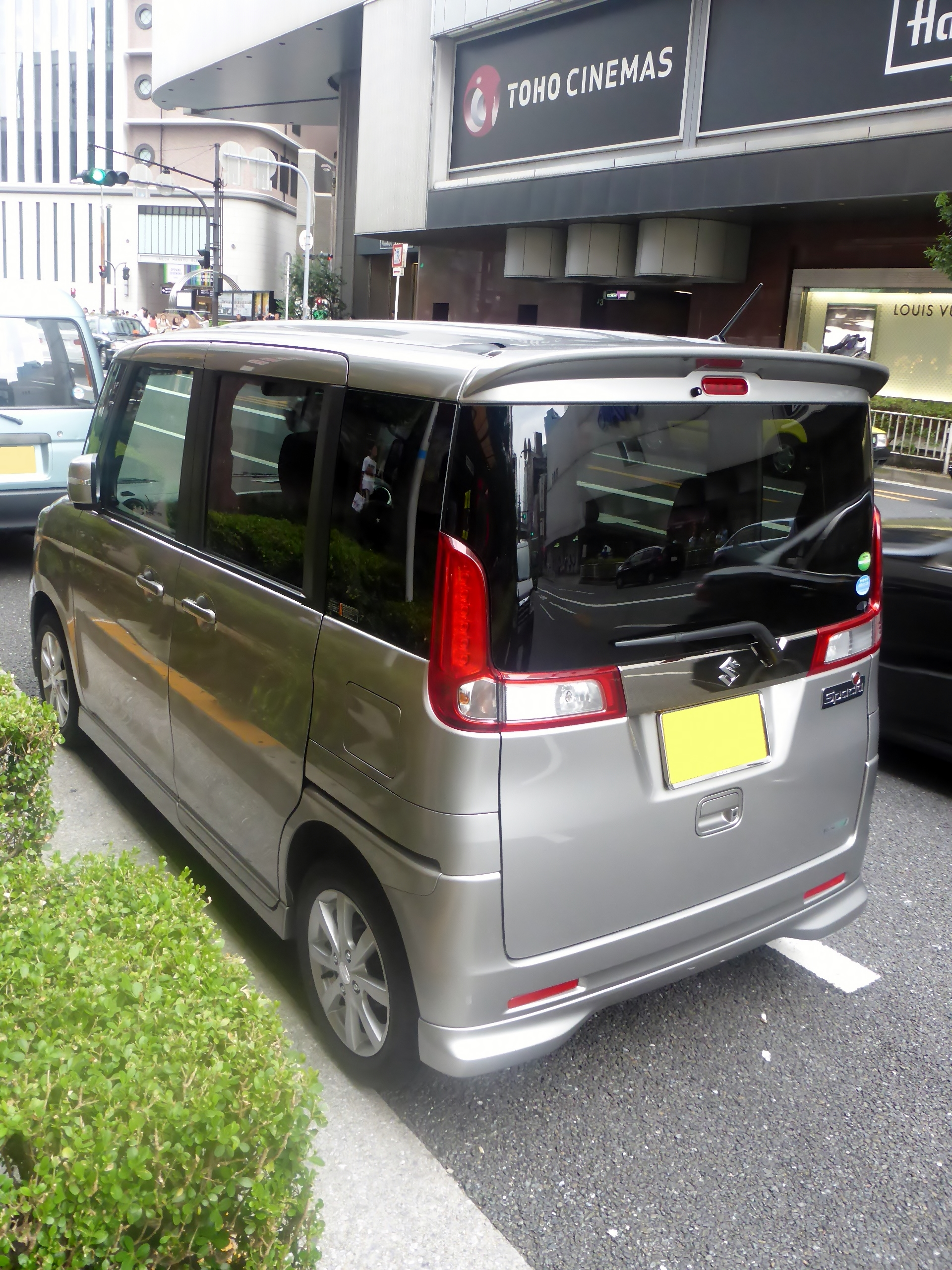
Xリミテッド リヤ
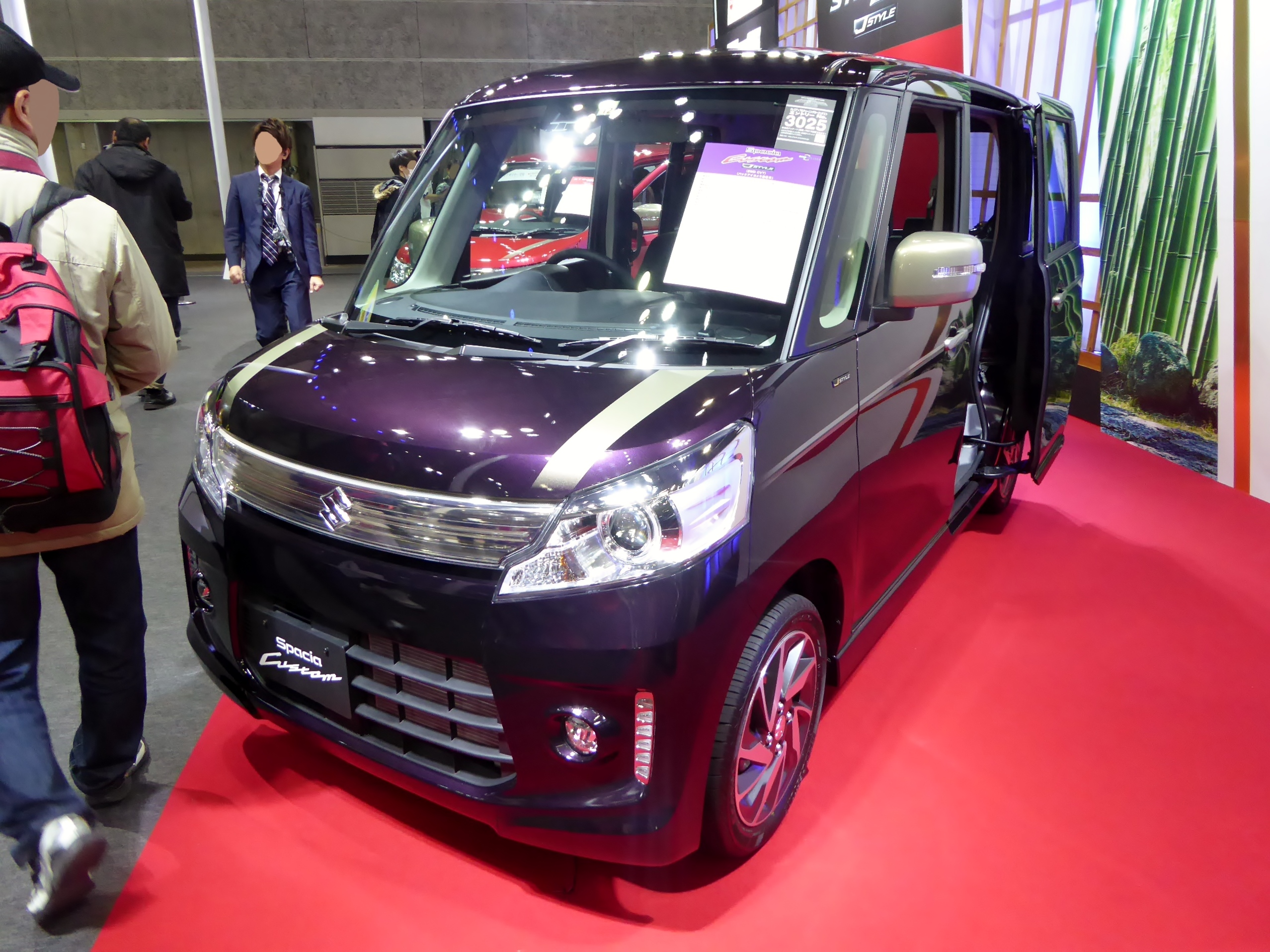
カスタム J STYLE
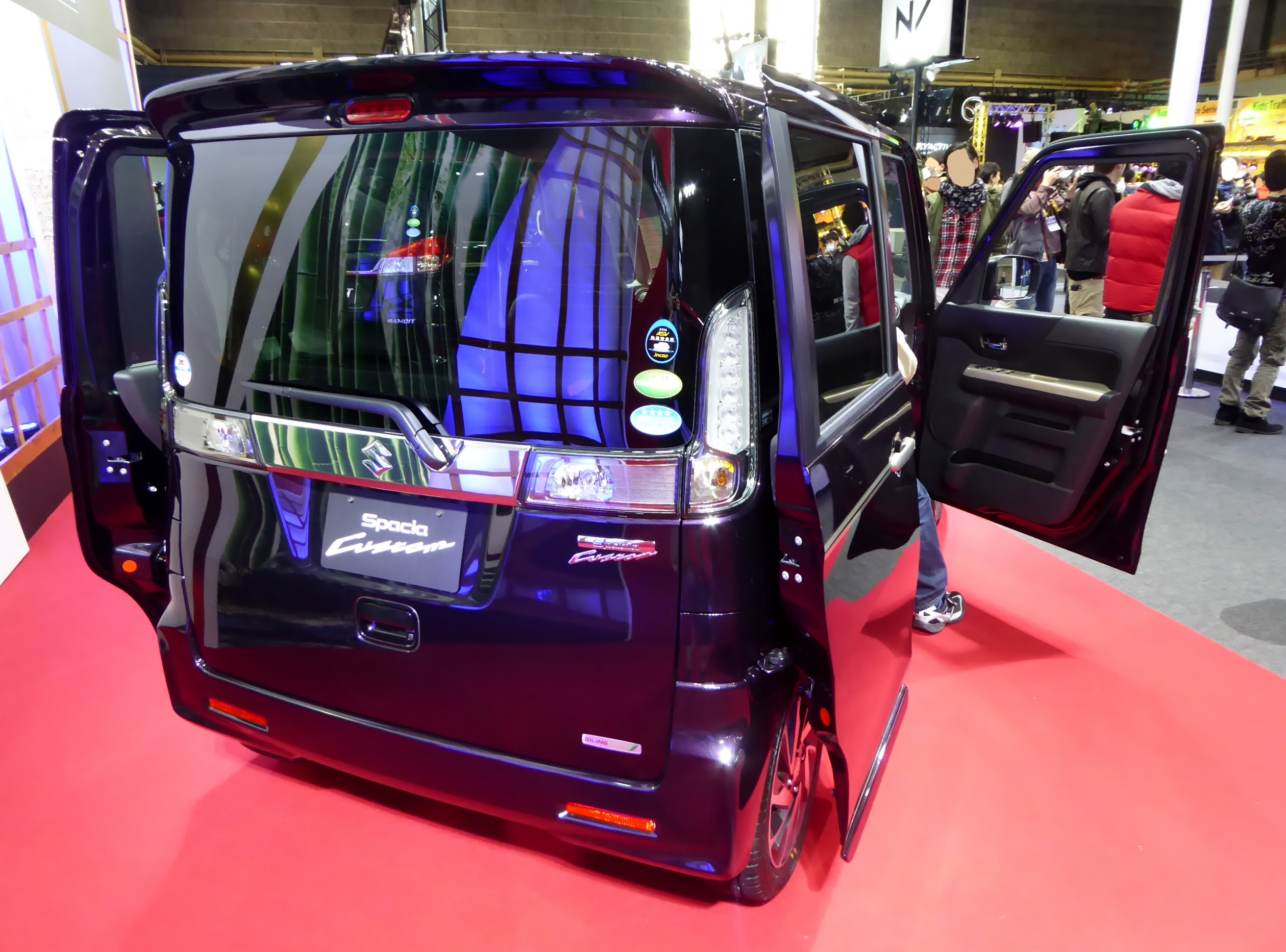
カスタム J STYLE リヤ
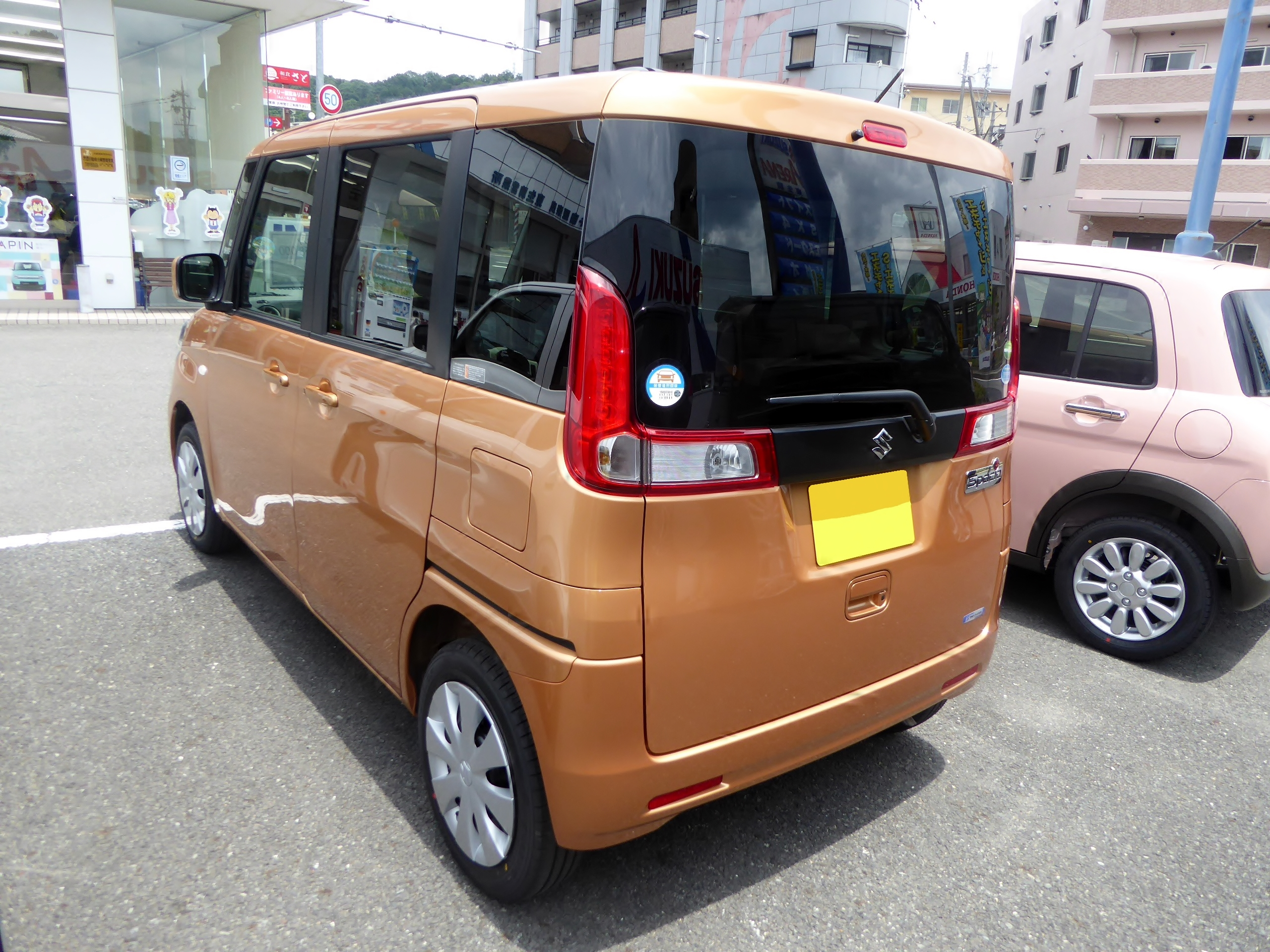
X（2型） リヤ
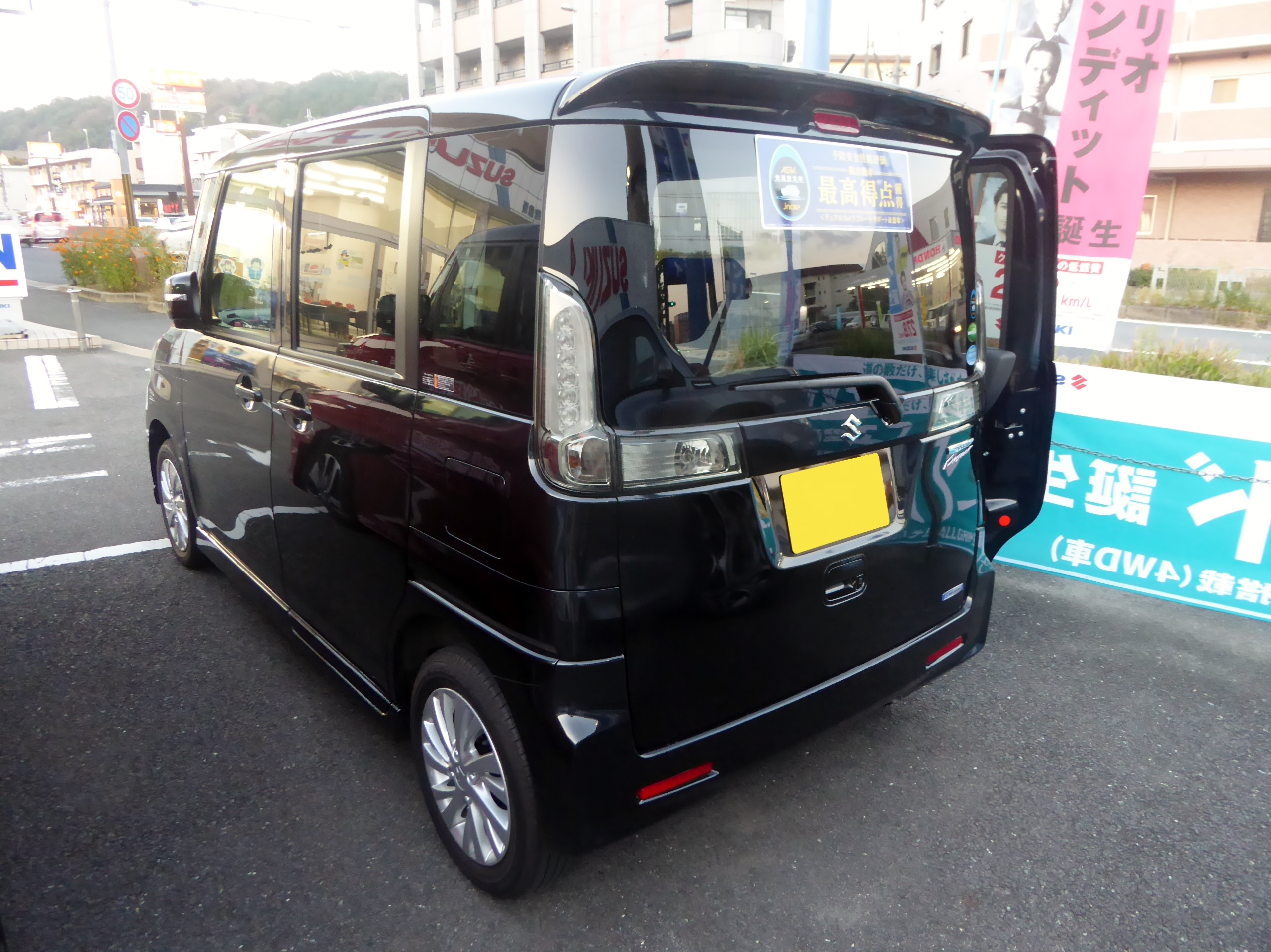
カスタムGSターボ（2型） リヤ
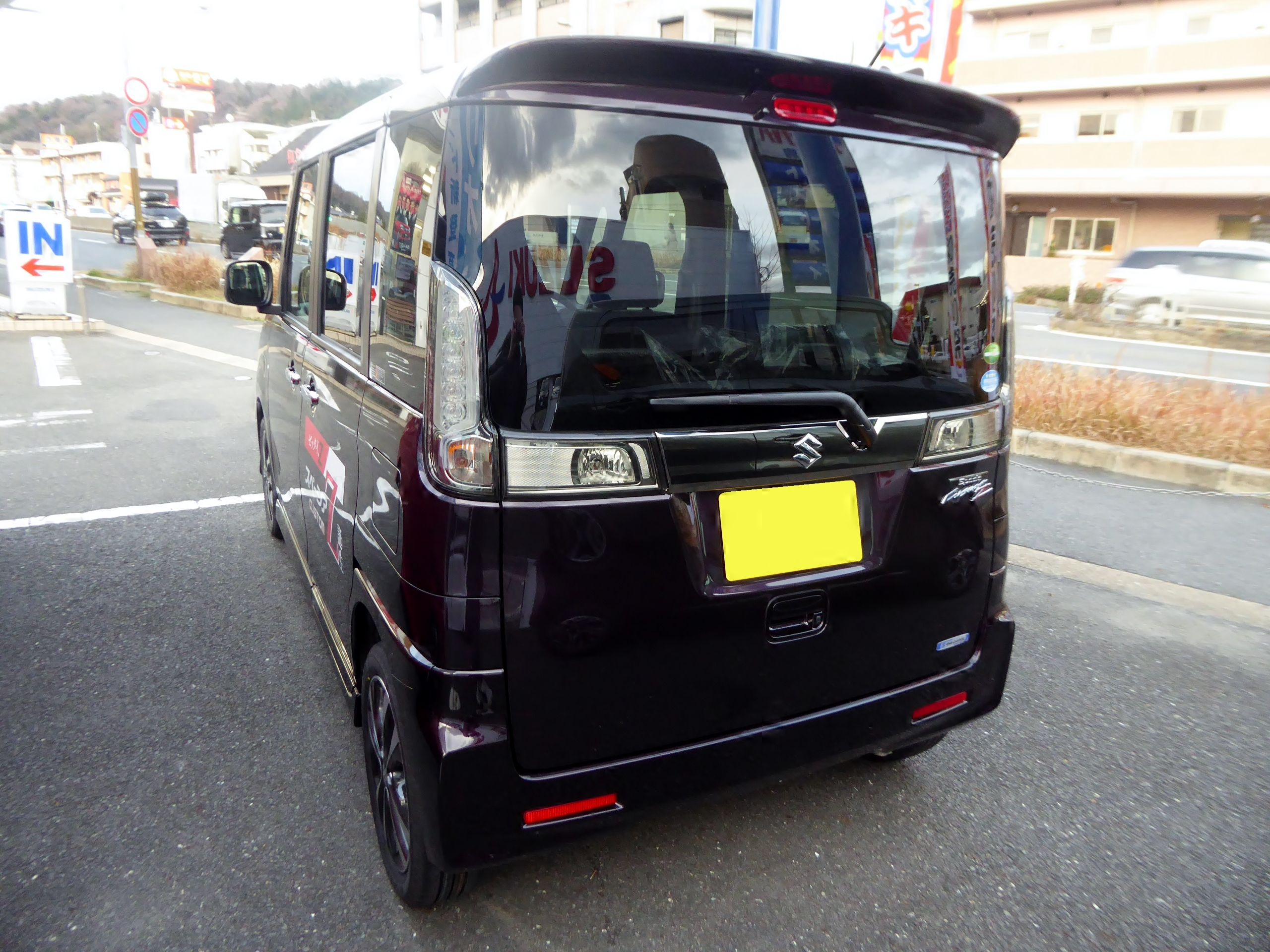
カスタムZターボ（2型） リヤ

## 2代目（MK33V/53S型 2017年 - ）

### デザイン
スペーシア
フロントグリルが新デザインとなり、グレードによりカラード又はメッキとなった。内装色は初代モデルの2016年12月の仕様変更時同様にブラック内装が基本となっているが、新たに赤のアクセントカラーが取り入れられた。また、「HYBRID X」に設定のベージュ内装はホワイト2トーンルーフに加え、モノトーンカラーでも全色選択が可能となった。
カスタム
フロントメッキグリルが大型化され、ヘッドランプをLED化。内装はブラックを基調に、ピアノブラック・メッキ加飾・シルバー加飾が施された。なお、初代にあったカスタムZは廃止された。
ギア
SUVテイストのデザインとしたモデル。丸型としたLEDヘッドランプをはじめ、メッキフロントグリル、バンパー（フロント・リア）、ガーニッシュ類（サイドアンダー・ヘッドランプ・サイドドア・バックドア）、カラードドアハンドル、カラードドアミラーをガンメタリックで統一。内装はインパネカラーパネルもガンメタリックとしたほか、撥水加工が施されたファブリックシート表皮のステッチやリング類（メーター・エアコンルーバー）の加飾にオレンジが採用された。また、インパネアッパーボックスはツールボックスをモチーフとしたデザインが採用された。
ベース
カスタムとギアの要所が取り入れられた外観となっており、フロントフェイス（グリル・バンパー）は2021年12月の一部仕様変更前のカスタムの意匠をベースに、メッキの箇所をブラック加飾化。リアコンビネーションランプはギアの意匠をベースにリムをブラックに変更。上位グレードにはギア同様にルーフレールを備える。さらに、ベース独自の意匠として、リアクォーターはスモークガラスからボディカラー同色のパネルに変え、カラードドアミラー・バックドアガーニッシュ・カラードドアハンドルをブラックで統一。内装はインパネカラーパネル、フロアコンソールトレー、フロントドアミドルポケット、リアクォーターポケットのアクセントカラーにグレーイッシュブルーを採用した。

### メカニズム
ボディ全体にわたり大空間設計を意識した見直しが施されている。外寸では全高が50 mm、ホイールベースが35 mm拡大。ボンネット高の嵩上げとベルトラインの引き上げに伴う着座位置アップ（前席30 mm/後席15 mm）、先にFMCしたワゴンR同様のドア断面構造改善、ルーフ前後長さの延長により、実質的なキャビン容積は大幅に広げられた。室内高35 mm、幅は25 mm、カップルディスタンス30 mmとそれぞれ初代から拡大している。これらの「成長」に対し、新プラットフォーム・ハーテクトの採用や高張力鋼の拡大採用（重量比45%に達する）など軽量化策を駆使した結果、車重の増加は最大20 kgに抑えられている。
パワートレイン
6代目ワゴンR/4代目ワゴンRスティングレーで採用された、最長で10秒間にわたりモーターによるクリープ走行を可能にするマイルドハイブリッドシステムを搭載。任意でモーターアシストを増強できるパワーモードスイッチが新設され、CVTは軽量化と高効率化を実現した新型となった。
なお、JC08モード走行での燃費消費率が初代の2017年4月仕様変更後よりも低下したため、ターボ・4WD車以外は燃費基準達成ラベルが格下げとなり、「HYBRID G」の2WD車は「平成32年度燃費基準+20%」達成、「HYBRID G」の2WD車を除くNA車は「平成32年度燃費基準+10%」達成、カスタム「HYBRID XSターボ」の2WD車は平成32年度燃費基準達成となった。
ベースはマイルドハイブリッドシステムや「エコクール」は搭載されないが、停車時アイドリングストップシステムやスズキの軽商用車で初となるCVTの搭載により、2WD車のWLTCモードによる燃料消費率が軽商用車でNo.1となる21.2km/Lを実現し、4WDを含めた全車で「平成27年度燃費基準+25%」を達成した。
| エンジン | 排気量 (cc) | タイプ                | 最高出力 (kW (PS)/rpm) | 最大トルク (Nm (kgfm)/rpm) |
| -------- | ----------- | --------------------- | ---------------------- | -------------------------- |
| R06A型   | 658         | 直列3気筒 DOHC NA     | 38 (52) /6,500         | 60 (6.1) /4,000            |
| R06A型   | 658         | 直列3気筒 DOHC ターボ | 47 (64) /6,000         | 98 (10.0) /3,000           |
| WA05A型  | -           | 直流同期電動機        | 2.3 (3.1) /1,000       | 50 (5.1) /100              |

安全装備
スペーシア/カスタム/ギアはフロントシートSRSサイドエアバッグだけでなく、SRSカーテンエアバッグも併せて標準装備される。初代よりハイビームアシストとリアパーキングセンサーを追加、衝突被害軽減ブレーキと誤発進抑制機能が前方に加えて後方にも追加され、これらの装備全てが標準装備化された（オプションで非装着設定が可能だが、この場合「全方位モニター用カメラパッケージ」の装着が不可となる）。衝突軽減ブレーキは、軽自動車では6代目ワゴンR/4代目ワゴンRスティングレーに次いでの採用となる、単眼カメラ+レーザーレーダー方式の「デュアルセンサーブレーキサポート」に再変更。後方では超音波センサー方式の「後退時ブレーキサポート」が用いられる。2020年8月の一部仕様変更で初代・2型で採用された「デュアルカメラブレーキサポート」に戻されたが、夜間の歩行者の検知が可能な改良型が搭載される。
ベースはエアバッグが運転席・助手席SRSエアバッグと軽商用車では初搭載となるフロントシートSRSサイドエアバッグのみとなる点、車線逸脱抑制機能、標識認識機能、ヘッドアップディスプレイが非装備となる点を除いて他のスペーシアシリーズと同じレベルの装備を備えており、特に、上位グレードに標準装備されているアダプティブクルーズコントロール及びメーカーオプション設定されている全方位モニター用カメラはスズキの軽商用車では初採用となる。
装備
パワースライドドアには閉まる動作中にドアロックの予約が可能な予約ロック機能や任意の位置で一時停止させることが可能な一時停止機能を追加。スズキ車では初となるスリムサーキュレーターも採用された。

### 年表
2017年9月22日
第45回東京モーターショー2017に市販化を前提とした参考出品車「スペーシア コンセプト」「スペーシア カスタム コンセプト」を出展すると発表。
2017年11月17日
フルモデルチェンジに先駆けティザーサイトを開設。
2017年12月14日
「スペーシア」「スペーシア カスタム」共に全面改良。
キャッチフレーズはスペーシアが「我が家のワクワクマシーン!」、カスタムは「スペーシア カスタムを買う100の理由」。スペーシアのCMキャラクターには、平山浩行、本上まなみ、大杉漣、大西利空、川原瑛都が起用された。
グレード構成は、標準車系は「HYBRID G」及び「HYBRID X」の2グレード、カスタム系を「HYBRID GS」・「HYBRID XS」・「HYBRID XSターボ」の3グレードとした。
2017年9月の初代モデルの仕様変更時に設定された「全方位モニター用カメラパッケージ」の装備内容が一部変更され、ヘッドアップディスプレイ（フロントガラス投影式・軽自動車初採用）と標識認識機能[進入禁止]を追加。先代「カスタムZ」に設定されていたフロント2ツイーター&リア2スピーカーが廃止される代わりに、「スペーシア」にはステアリングオーディオスイッチも追加された。
ボディカラーは、「スペーシア」は2016年12月の一部仕様変更時のバリエーションが踏襲され、新色のツールグリーンパールメタリック、オフブルーメタリック、チアフルピンクメタリックの3色が加わり10色に拡大。「HYBRID X」に設定の2トーンカラーは全色刷新され、既存のホワイト2トーンルーフはオフブルーメタリックとチアフルピンクメタリックの2色となり、先代「カスタムZ」で設定されていたブラック2トーンルーフがスペーシアでも設定されるようになり、ツールグリーンパールメタリックとピュアホワイトパールの2色に設定された。「スペーシア カスタムは先代「カスタムZ」に設定されていたカラーバリエーションが踏襲されているが、2016年12月の一部仕様変更で「スペーシア」専用色に移行されていたアーバンブラウンパールメタリックが再設定されて9色に、「HYBRID XS」・「HYBRID XSターボ」に設定のブラック2トーンルーフはブレイブカーキパールとピュアホワイトパールが追加設定されて5色にそれぞれ拡大された。
2018年2月9日
「スペーシア 車いす移動車」追加。
ベースモデルの全面改良後も先代モデルを継続販売していたが、2代目に移行。グレード構成は、初代にラインナップされていた廉価仕様の「E」が廃止。カタロググレード同様に、初代の「G」と「X」を「HYBRID G」と「HYBRID X」に改名、「E」に設定されていたリアシート無車は「HYBRID G」に設定された。
先代にも採用されていた車いす移動車専用装備のテールゲート一体型スロープ、電動ウインチ（フリーモード付）、ワイヤレスリモコン、車いす乗員用3点式シートベルトは踏襲されたほか、ベースモデル同様に、衝突被害軽減ブレーキをデュアルセンサーブレーキサポートに変更。また、「HYBRID X リアシート付車」には「HYBRID X」同様にスリムサーキュレーターなども装備されたが、標準仕様の「HYBRID X」では後席両側となっているワンアクションパワースライドドア（予約ロック機能/挟み込み防止機能付）は後席左側（助手席側）のみにグレードダウンされる。
ボディカラーはシルキーシルバーメタリックとピュアホワイトパール（メーカーオプション）が初代から継続設定され、「HYBRID X リアシート付車」に設定の専用色は「X」に設定されていたブリスクブルーメタリックに替わり、オフブルーメタリックが設定された。
2018年7月
仕様変更（公式発表なし）。メーカーオプションの「全方位モニター用カメラパッケージ」に、GPSアンテナ・TV用ガラスアンテナ・USBソケットの3点を追加。
2018年12月
仕様変更。
ボディカラーの設定を変更し、「スペーシア」はフェニックスレッドパールを廃止。「スペーシアカスタム」はブレイブカーキパール（ブラック2トーンルーフを含む）の設定が廃止された。また、従来全車にメーカーオプションとなっていた「衝突被害軽減ブレーキ非装着車」を、廉価版である「スペーシア」の「HYBRID G」、「スペーシアカスタム」の「HYBRID GS」のみの設定に変更。
2018年12月1日
派生モデル「スペーシア ギア」のティザーサイトを公開。
2018年12月20日
「スペーシア ギア (Spacia GEAR)」を発売。
キャッチフレーズは「遊びゴコロにギアを入れろ」で、CMキャラクターにはムロツヨシを起用。
グレード構成はNA車の「HYBRID XZ」とターボ車の「HYBRID XZターボ」の2グレード。
ボディカラーはモノトーンは共通カラーとなるブルーイッシュブラックパール3とピュアホワイトパール（メーカーオプション）、カスタムに設定のスチールシルバーメタリック（メーカーオプション）の3色。2トーンカラーはギア専用に新設定されたガンメタリック仕様で、共通カラーのブリスクブルーメタリック、スペーシアに設定のツールグリーンパールメタリックとオフブルーメタリック、カスタムに設定のアクティブイエローとフェニックスレッドパールの5色が設定される。
2020年8月20日
「スペーシア」「スペーシア カスタム」「スペーシア ギア」一斉に一部仕様変更（2型）。
スペーシアのCMキャラクターには、佐藤二朗、中越典子、芦田愛菜、寺田心が起用された。
このマイナーチェンジでは主に安全装備の強化がなされ、デュアルセンサーブレーキサポートからデュアルカメラブレーキサポートへの変更やSRSカーテンエアバッグの装着グレードの拡大に加え、スペーシア「HYBRID X」アップグレードパッケージ装着車とギア、カスタムにはアダプティブクルーズコントロール[全車速追従機能付]が新たに装備。スペーシア「HYBRID X」にメーカーオプション設定されている「アップグレードパッケージ」は装備内容が変更となり、14インチアルミホイールが廃止される代わりに前述の通りアダプティブクルーズコントロール[全車速追従機能付]に変更された。メーカーオプションの「全方位モニター用カメラパッケージ」に組み込まれている標識認識機能が改良され、従来の車両進入禁止に加え、はみ出し通行禁止・法定速度・一時停止にも対応した。なお、メーカーオプションの「衝突被害軽減ブレーキ非装着車」の名称を「スズキ セーフティ サポート 非装着車」に改め、スペーシアの廉価グレードである「HYBRID G」のみの設定とした。このオプションを選択した場合、デュアルカメラブレーキサポート、誤発進抑制機能、車線逸脱警報機能、ふらつき警報機能、先行車お知らせ機能、ハイビームアシスト、後退時ブレーキサポート、後方誤発進抑制機能、リアパーキングセンサー、SRSカーテンエアバッグが非装着となる。
「HYBRID G」を除く全車にはUSB電源ソケット2個が追加され、フロント間欠ワイパーは時間調整付となった。そのほか、スペーシアはマルチインフォメーションディスプレイがアンバーからブラックに、カスタムはメーター右側に配置の燃料計がアナログ式からデジタルバーグラフ式にそれぞれ変更。「HYBRID X」には後席右側にパーソナルテーブルが追加された。
ボディカラーは一部変更され、モノトーンはスペーシアのツールグリーンパールメタリック、カスタムのアクティブイエローがそれぞれ廃止。スペーシアはクールカーキパールメタリック、ギアはスペーシア専用色だったシフォンアイボリーメタリックが追加設定された。2トーンルーフはスペーシアはブラック2トーンルーフ2色（ツールグリーンパールメタリック、ピュアホワイトパール）を廃止してホワイト2トーンルーフのみに絞り、新たにクールカーキパールメタリックとシフォンアイボリーメタリックを設定。併せて、ルーフレールの廃止により「2トーンルーフパッケージ」から「ホワイト2トーンルーフ仕様車」に変更された。ブラック2トーンルーフのカスタムはモノトーン同様にアクティブイエローが廃止され、新たにスチールシルバーメタリックを追加。ガンメタリック2トーンルーフのギアはツールグリーンパールメタリック、ブリスクブルーメタリックが廃止され、クールカーキパールメタリックとデニムブルーメタリック（2代目ハスラー設定色）が追加された。
なお、今回の一部仕様変更でWLTCモードによる燃料消費率・排出ガスに対応（燃料消費率はJC08モード走行も併記）し、NA車は「平成30年排出ガス基準50%低減レベル（☆☆☆☆）」認定、カスタムとギアに設定のターボ車は「同25%低減レベル（☆☆☆）」認定をそれぞれ取得したが、ターボ車はJC08モード走行での燃料消費率が低下したため、カスタム「HYBRID XSターボ」とギア「HYBRID XZターボ」の4WD車は「平成27年度燃費基準+10%」達成となった。
2020年9月16日
「車いす移動車」を一部仕様変更。
ベース車のスペーシア同様、デュアルセンサーブレーキサポートから夜間歩行者検知に対応したデュアルカメラブレーキサポートに変更したほか、「HYBRID X」はUSB電源ソケット2個が追加され、フロント間欠ワイパーは時間調整付となった。
2021年4月
仕様変更。カスタム・ギアのNA車とスペーシア全車が燃費基準の区分変更に対応し、カスタム・ギアのNA・2WD車とスペーシアの2WD車が「2030年度燃費基準75%達成」、カスタム・ギアのNA・4WD車とスペーシアの4WD車が「同70%達成」となった。
2021年4月6日
同年4月2日に初代モデルからの国内累計販売台数が100万台を達成したことが発表された。
2021年10月
仕様変更。スペーシア・カスタムに設定されていた「ブリスクブルーメタリック」（カスタム「HYBRID XS」・「HYBRID XSターボ」に設定のブラック2トーンルーフも含む）が廃止された。
2021年12月3日
一部仕様変更を発表（3型、スペーシア・カスタム・ギアは同年12月24日、車いす仕様車は2022年1月27日に順次発売）。
9インチHDディスプレイを備えた全方位モニター付メモリーナビゲーションとコネクテッドサービス「スズキコネクト」に対応した車載通信機などをセットにした「全方位モニター付メモリーナビゲーション・スズキコネクト対応通信機」を「スズキ セーフティ サポート 非装着車（スペーシア「HYBRID G」に設定）」と「車いす仕様車」を除く全車にメーカーオプション設定された。また、カスタムとギアには車線逸脱抑制機能が追加され、従来「全方位モニター用カメラパッケージ」に含まれていたヘッドアップディスプレイと標識認識機能が標準装備化された（カスタム「HYBRID GS」は車線逸脱抑制機能の追加のみ、スペーシアはヘッドアップディスプレイと標識認識機能の設定自体が廃止される）。スペーシアは「HYBRID X」に設定されている「アップグレードパッケージ」に車線逸脱抑制機能が追加された。
外観はスペーシアと「車いす移動車」はフロントグリルを水平基調のメッキへ統一され、カスタムはメッキフロントグリルをフルメッキ仕様となり、「HYBRID GS」でピュアホワイトパールを選択した場合のみアルミホイールがホワイト塗装に変更、ギアはアルミホイールの意匠が変更された。内装ではカスタムとギアでインパネカラーパネルやシートなどのアクセント色が変更された。ボディカラーはスペーシアはチアフルピンクメタリックと入れ替えで新規色のライトブロンズパールメタリック、カスタムにインディゴブルーメタリック2（ワゴンRスマイル設定色）がそれぞれ追加され、一部グレードに設定の2トーンルーフ仕様車は新色に加え、スペーシアはクールカーキパールメタリックと入れ替えでアーバンブラウンパールメタリックを設定。
また、ギアには特別仕様車「MY STYLE」が設定された。「HYBRID XZ」をベースに、外観はヘッドランプガーニッシュとフロントグリルを車体色（フロントグリルはメッキ付）に、ドアガーニッシュ（サイド・バック）・カラードドアハンドル・カラードドアミラー・GEARエンブレムをホワイトに変え、専用14インチアルミホイールを装備。内装は「HYBRID XZターボ」に装備の本革巻きシフトノブ（メッキシフトノブボタン）が装備されたほか、インパネカラーパネルと助手席シートバックポケット（2段/メッシュタイプ）をブラウンに、ファブリックシート表皮をホワイトステッチ付のライトブラウンに、エアコンルーバーをメッキに、ラゲッジフロアをファブリックに変え、シルバーのスピードメーターリング、メッキインサイドドアハンドル、ブラウン&ベージュの専用フロアマット（販売会社装着品）が装備された。ボディカラーは本仕様車専用設定のホワイト2トーンルーフとなり、既存色のシフォンアイボリーメタリックとオフブルーメタリック、ベースグレードでは2トーンルーフ未設定のブルーイッシュブラックパール3に加え、初代ハスラーの特別仕様車「ワンダラー」のルーフ色に設定されていたウッディブラウンメタリックを加えた4色が設定される。
2022年8月26日
シリーズ初の4ナンバー（商用）モデルにして1991年から1994年にかけて生産・販売されていた3代目アルトの派生車種のアルトハッスルバン以来、28年ぶりの投入となるハイトワゴン型ボンネットバンモデルの「スペーシア ベース（Spacia BASE）」が発売された（型式はMK33V型）。
乗車定員はスペーシア/カスタム/ギア同様に4名だが、道路運送車両法施行規則に基づく「貨物自動車等」の登録基準を満たすため、リアシートをエブリイ（バン）同様のヘッドレストのない一体可倒式ベンチシートとして荷室部分を拡大。加えて、リアシートを格納しラゲッジフロアボード下に格納されているフルフラットカバーを装着することでフラットフロア化することを可能とした。リアシート格納時で幅1,265mm×高さ1,115mm×床面長1,375mmの荷室容量を確保しているが、最大積載量は8代目アルトバン「VP」と同じ200kg（4名乗車時は100kg）としている。
本モデルの特徴としてマルチボードが標準装備されており、上段モードでは停車時にデスクとして活用したり荷物の目隠しに、中段モードでは荷室を上下に分割する棚板や車内でのローデスクに、下段モードでは停車時にフロントシートの背もたれを後ろに倒すことで車中泊にも使用可能なフルフラットスペースになり、助手席を前に倒すことで長尺物の積載も可能となる。ボードを立てて差し込む前後分割モードではペット同伴で旅行に行くときなどにケージを安全に積載可能なスペースが出現する。後席用のシートベルトはマルチボード切替に対応してバックルが脱着式になっており、外してリアクォーターポケットに収納可能である。また、前席のファブリックシートは撥水加工が施され、ラゲッジフロアは防汚仕様としているほか、防汚仕様に加えて物が落ちにくい形状で傷がつきにくい表面加工も施された助手席シートバックテーブルも装備される。
グレード体系は「GF」と「XF」の2グレードが設定される。ブラック仕様の14インチホイールのデザインがグレードによって異なり、「GF」はスチール、「XF」はハーフホイールキャップ付のアルミとなる。「XF」は後席両側スライドドアクローザー、後席右側ワンアクションパワースライドドア、プレミアムUV&IRカットガラス（フロントドア）、IRカット機能付フロントガラス、運転式シートリフター、チルトステアリング、USB電源ソケット[Type-A/Type-C]（インパネ、2個）、オーバーヘッドシェルフも装備され、乗用車並みの装備内容となる。
ボディカラーはシリーズ共通設定色となるピュアホワイトパール（メーカーオプション）とブルーイッシュブラックパール3、モノトーンではカスタムの2020年8月の一部仕様変更に伴う廃止以来の設定となるアクティブイエロー、ギアのガンメタリック2トーンルーフ専用色でモノトーンではシリーズ初設定となるデニムブルーメタリック、新規色のモスグレーメタリックの全5色を設定する。
2023年10月上旬
スペーシアベースを除き、生産終了。
2023年11月9日
MK53S系スペーシア / スペーシアカスタム / スペーシアギアの販売を終了。なお、スペーシアベースは当面の間MK33Vモデルが継続生産・販売される。
2023年11月20日
アルト、アルトラパン、アルトラパンLC、クロスビーと共にスペーシアベースを一部仕様変更（2型、12月21日発売）。
法規対応に伴ってメーターパネル内にリアパーキングセンサー作動表示灯が追加されると共に、仕様変更や原材料価格の高騰などに伴ってメーカー希望小売価格が改定され、全グレード一律7.7万円（10%の消費税込）値上げされた。
- ベース XF
- HYBRID G（2017年12月販売型）
リア
- カスタム HYBRID XSターボ（大阪モーターショー2017展示車両）
リア
- ギア HYBRID XZターボ（2018年12月販売型）
リア
- ベース XF
リア
- ギア HYBRID XZターボ（2018年12月販売型）
室内
- ベース XF
室内

## 3代目（MK54S/94S型 2023年 - ）

### デザイン
外観はスペーシア・カスタム・ギア共通でボディーサイドにビード形状が施され、Dピラーとボディーを同色化。メーカーオプションの2トーンルーフはDピラーのルーフとボディーの繋ぎ部分にシルバーのアクセントカラーが採用された。
スペーシア
外観はメッキフロントグリルは中央が開いた1本の太いバーデザインとなり、2代目モデルでは「HYBRID X」で「アップグレードパッケージ」に設定されていたLEDヘッドランプが「HYBRID G」にも拡大して全車標準装備となった。リアに装着されている車名エンブレムはタグプレートをモチーフとしたデザインに一新された。内装はブラウン基調となり、サイドルーバーガーニッシュやドアアッパー部分にはマット質感のカフェラテ色を配色。シート表皮はグレー基調のカラーメランジが採用された。
カスタム
外観は大型フロントグリルは艶のあるブラックをベースに2本の太いメッキのラインを配したデザインとなり、2代目モデル同様にフロントバンパーやバックドアにメッキガーニッシュが施された。LEDヘッドランプは周辺がブラック化され、フロントターンランプの点滅方法がシーケンシャル式となり、ポジションランプとの機能切替式となった。リアコンビネーションランプは点灯時に広範囲に発光する厚肉導光レンズを採用。アルミホイールは一部グレードに装備の15インチが切削加工の専用デザインとなった。スペーシア同様にリアの車名エンブレムのデザインが刷新され、文字部分がボルドーカラーとなった。内装は2代目モデル同様にブラック基調だが、セミマット質感のボルドーとピアノブラック加飾が配された。シート表皮はスエード調起毛仕上げとし、一部グレードはシートサイド部にパイピングが施されたレザー調とした。
ギア
外観はフロントグリルはメッキブロックのデザインとなり、フロントとリアにスキッドプレートを装着。サイドアンダーガーニッシュは複数の多角形ブロックを結合したグラフィックとなり、サイドドアガーニッシュにはオレンジの「GEAR」ロゴのアクセントを配置。リアに装着されている車名エンブレムはガンメタリックにオレンジのアクセントをきかせた2トーン仕様となった。内装はトレーガーニッシュやインパネボックスなどにカーキグリーンが採用され、シート表皮は山の稜線や歯車、タイヤパターンなどがイメージされた意匠が採用された。

### メカニズム
パワートレイン
2代目モデル同様にマイルドハイブリッドシステムを継続搭載するほか、NA車はエンジンが燃焼効率を改善したR06D型へ換装され、CVTは軽量化及び高効率化がされた新型に変更。これらにより燃料消費率が2代目モデル（2021年12月仕様変更モデル）よりも向上され、NA・2WD車は「2030年度燃費基準85%達成車」、NA・4WD車は「同80%達成車」となった。
| エンジン | 排気量 (cc) | タイプ                | 最高出力 (kW (PS)/rpm) | 最大トルク (Nm (kgfm)/rpm) |
| -------- | ----------- | --------------------- | ---------------------- | -------------------------- |
| R06D型   | 658         | 直列3気筒 DOHC NA     | 36 (49) /6,500         | 58 (5.9) /5,000            |
| R06A型   | 658         | 直列3気筒 DOHC ターボ | 47 (64) /6,000         | 98 (10.0) /3,000           |
| WA04C型  | -           | 直流同期電動機        | 1.9 (2.6) /1,500       | 40 (4.1) /100              |
| WA05A型  | -           | 直流同期電動機        | 2.3 (3.1) /1,000       | 50 (5.1) /100              |

安全装備
衝突被害軽減ブレーキはスズキ車で初となる単眼カメラ+ミリ波レーダー方式の「デュアルセンサーブレーキサポートII」に変更されたことで車両や歩行者だけでなく、自転車や自動二輪車の検知も可能となり、右左折時に対向車の進路を横切るときや対向方向からの横断歩行者や自転車を検出した場合や交差点など側方から接近する車両と衝突する可能性が高いとシステムが判断されたときに前方衝突警報と衝突被害軽減ブレーキによる支援を行う交差点衝突回避支援（右左折・出合頭車両）が新たに搭載された。2代目モデルで採用された「後退時ブレーキサポート」はフロントバンパーにも4ヶ所の超音波センサーを内蔵したことで後退時だけでなく前進時にも対応した「低速時ブレーキサポート（前進・後退）」となり、パーキングセンサーも後方に加えて前方にも備わった。
衝突被害軽減ブレーキ以外にも、誤発進抑制機能、後方誤発進抑制機能、車線逸脱警報機能、ふらつき警報機能、ハイビームアシストは2代目モデルから継続されるほか、2代目モデルではグレード別装備だった車線逸脱抑制機能を全車標準装備化。発進お知らせ機能は2代目モデルで対応していた先行車に加えて赤信号から青信号への信号機の切り替わり（方向指示器の作動状況により矢印信号も）にも対応し、標識認識機能は転回禁止と赤信号の認識も可能となった。
さらに、「HYBRID X」に設定の「セーフティプラスパッケージ」装着車、カスタム、ギアは2代目モデルに採用されたアダプティブクルーズコントロール（ACC）が全車速追従機能・停止保持機能付となり、ACC作動中に作動することでシステムが車線を認識して自社が車線中央から外れそうな場合にステアリングに力を与えて車線中央付近の走行維持をサポートする車線維持支援機能も搭載された。
SRSエアバッグは2代目モデル（2021年12月仕様改良モデル）同様に運転席・助手席・フロントシート・カーテンの6つを装備する。
装備
メーターはスピード表示がデジタル化されて左側に配置され、右側に配置されたマルチインフォメーションディスプレイは4.2インチに大型化且つカラー化。また、スピーカーに音声案内用を追加したことで音声やメロディでの案内が可能となった。メーカーオプションのスマートフォン連携メモリーナビゲーションは純正アクセサリーで用意されているドライブレコーダーとの連動、HDMI入力対応（純正アクセサリーのHDMI接続ケーブルなどが必要）、スズキコネクト連携機能が備わり、純正アクセサリーのDVD/CDスロットを装着（その際、助手席インパネボックスは取り外される）することで、音楽CDやDVDビデオ（CD-R/RW、DVD-R/RWを含む）の再生も可能となる。なお、先代型の全方位モニター用カメラパッケージ廃止されたが、スペーシアベースは継続される。
2代目モデルでは助手席側のインパネ上部がふた付きのアッパーボックスとなっていたが、間仕切りが付いたビッグオープントレーに変更された。パワースライドドア（「HYBRID G」を除く）は予約ロック機能が携帯リモコンに加えてフロントドアやバックドアのリクエストスイッチからでも操作が可能となった。
一部グレードにはリアシートにスズキ車初となる「マルチユースフラップ」が装備され、引き出してフラップの角度を上げると駐車などでの休憩時に脚を乗せられるオットマンモードに、引き出した状態でフラップの角度を下げると走行時の安定姿勢をサポートするレッグサポートモードに、フラップを引っ込めた状態で跳ね上げると座面に置いた荷物の落下を予防する荷物ストッパーモードと目的に応じた使い分けが可能である。中央には左右独立となる収納式の後席センターアームレストも装備される。折りたたみ格納式のパーソナルテーブルは運転席側に加えて助手席側にも設けられ、スマートフォンやタブレットを立てかけるための波型形状のストッパーが追加され、ドリンクホルダーは紙パック（500mlや小容量のスリムタイプに対応）や幼児用マグにも使用可能なマルチサイズ対応の形状に変更され、ショッピングフックは格納時でも使用可能となった。助手席側に設けられていたシートバックポケットはシートアッパーポケットとしてヘッドレストのすぐ下の位置に移り、運転席側にも設けられた。USB電源ソケット（Type-A/Type-C）はインパネに加え、後席右側のリアクォーターポケット付近にも2代目のアクセサリーソケットから置き換わる形で設けられた。
「HYBRID X」に設定の「セーフティプラスパッケージ」装着車、カスタム、ギアはパーキングブレーキが電動式となり、停車中にブレーキペダルから足を離しても停車状態を保つブレーキホールド機能が搭載されたほか、カスタムの一部グレードとギアにはスズキ車初となるステアリングヒーターが搭載された。

### 年表
2023年10月3日
ジャパンモビリティショー2023の出品概要で、参考出品車としてコンセプトモデルの「スペーシア コンセプト」と「スペーシア カスタム コンセプト」を世界初披露することが発表される。
2023年11月9日
「スペーシア」「スペーシア カスタム」共にフルモデルチェンジを発表（同年11月22日発売）。キャッチフレーズは、スペーシアが「走れ! かぞく思い。」、カスタムが「あたらしい時代の軽ハイトワゴンです。」。スペーシアのCMキャラクターは先代から芦田愛菜が続投となったほか、新たに「3人かぞく」役として柄本佑、宮澤エマ、鈴木凜子(子役)が起用された。
ボディカラーは2代目（2021年12月仕様変更モデル）から共通色のピュアホワイトパール（メーカーオプション）とブルーイッシュブラックパール3、スペーシア専用色のオフブルーメタリックとシフォンアイボリーメタリック、カスタム専用色のインディゴブルーメタリック2、スチールシルバーメタリック（メーカーオプション）、フェニックスレッドパールの7色が踏襲され、2代目（2021年12月仕様変更モデル）では共通色だったアーバンブラウンパールメタリックはカスタム専用色に変更。スペーシアはシルキーシルバーメタリック・ライトブロンズパールメタリックと入替で、コーラルオレンジメタリック、スペーシアシリーズではベース専用色だったモスグレーメタリック、新規色となるミモザイエローパールメタリックとトーニーブラウンメタリックの4色を追加。カスタムはムーンライトバイオレットパール（メーカーオプション）と入れ替えで初代でも設定されていたクールカーキパールメタリックが復活設定された。一部グレードに設定の2トーンルーフ（メーカーオプション）はスペーシアはルーフ色がソフトベージュへ変更となり、新規色2色とオフブルーメタリック、コーラルオレンジメタリックの4色を設定。カスタムは2代目モデル同様にルーフ色がブラックとなり、カラーバリエーションは4色全てが2代目（2021年12月仕様変更モデル）から踏襲される。
なお、この時点で「スペーシア ギア」はラインナップされていなかった。
2023年12月8日
車いす移動車のフルモデルチェンジを発表（2WD車は同年12月22日、4WD車は2024年3月21日に順次発売）。
衝突被害軽減ブレーキがベース車と同じ「デュアルセンサーブレーキサポートII」となり、バンパーに超音波センサーが内蔵されたことで低速前進時ブレーキサポートと後退時ブレーキサポートが搭載され、パーキングセンサーも搭載。発進お知らせ機能は先行車に加えて信号切り替わりにも対応したほか、後方誤発進抑制機能、車線逸脱抑制機能、標識認識機能も搭載された。また、エアバッグは2代目の車いす移動車では装備されなかったSRSカーテンエアバッグが装備された。
テールゲート一体型スロープにはスロープ格納時に室内側に倒すことで床面がフラット化されて室内アレンジが可能となる前倒し機構を追加。車いす乗員用手すりは回転タイプとなった。ディーラーオプションには電動ウインチで車いすを引き上げた際にフック部分を車いすの固定具（アンカーバー）に引っ掛けることで固定が可能な車椅子簡易固定装置が設定された。
グレード体系は2代目からそのまま踏襲されるが、新たに4WD車が設定された。4WD車はテールゲート一体型スロープが折り畳み式となる。
ボディカラーは2代目の車いす移動車からオフブルーメタリックとピュアホワイトパール（メーカーオプション）の2色を踏襲。ベース車同様にシルキーシルバーメタリックが廃止されたことにより、オフブルーメタリックは「HYBRID G」にも設定が可能となった。また、新色のトーニーブラウンメタリックを「HYBRID X」専用色として設定された。
2024年7月25日
「スペーシア ギア」のフルモデルチェンジが予告され、ティザーサイトが公開された。
2024年9月20日
「スペーシア ギア」が2代目へフルモデルチェンジされ発売。
キャッチフレーズは「遊びのギアがあがっちゃう⤴」で、CMキャラクターには先代に引き続きムロツヨシを起用。
グレードは初代と同じ構成でNA車の「HYBRID XZ」とターボ車の「HYBRID XZターボ」の2グレード。
ボディカラーはモノトーンは初代モデル（2021年12月仕様変更モデル）からシリーズ共通色のブルーイッシュブラックパール3とピュアホワイトパール（メーカーオプション）の2色が踏襲され、3代目スペーシアにも設定されているモスグレーメタリックを加えた3色を設定。2トーンルーフ（メーカーオプション）は初代モデル同様にルーフ色がガンメタリックとなり、初代モデル（2021年12月仕様変更モデル）からオフブルーメタリック、クールカーキパールメタリック、デニムブルーメタリック、フェニックスレッドパールの4色が踏襲され、黄系は初代モデルのアクティブイエローから3代目スペーシアと同じミモザイエローパールメタリックへ差し替えられ、ギア専用色となるソフトベージュメタリックを加えた6色に拡充された。

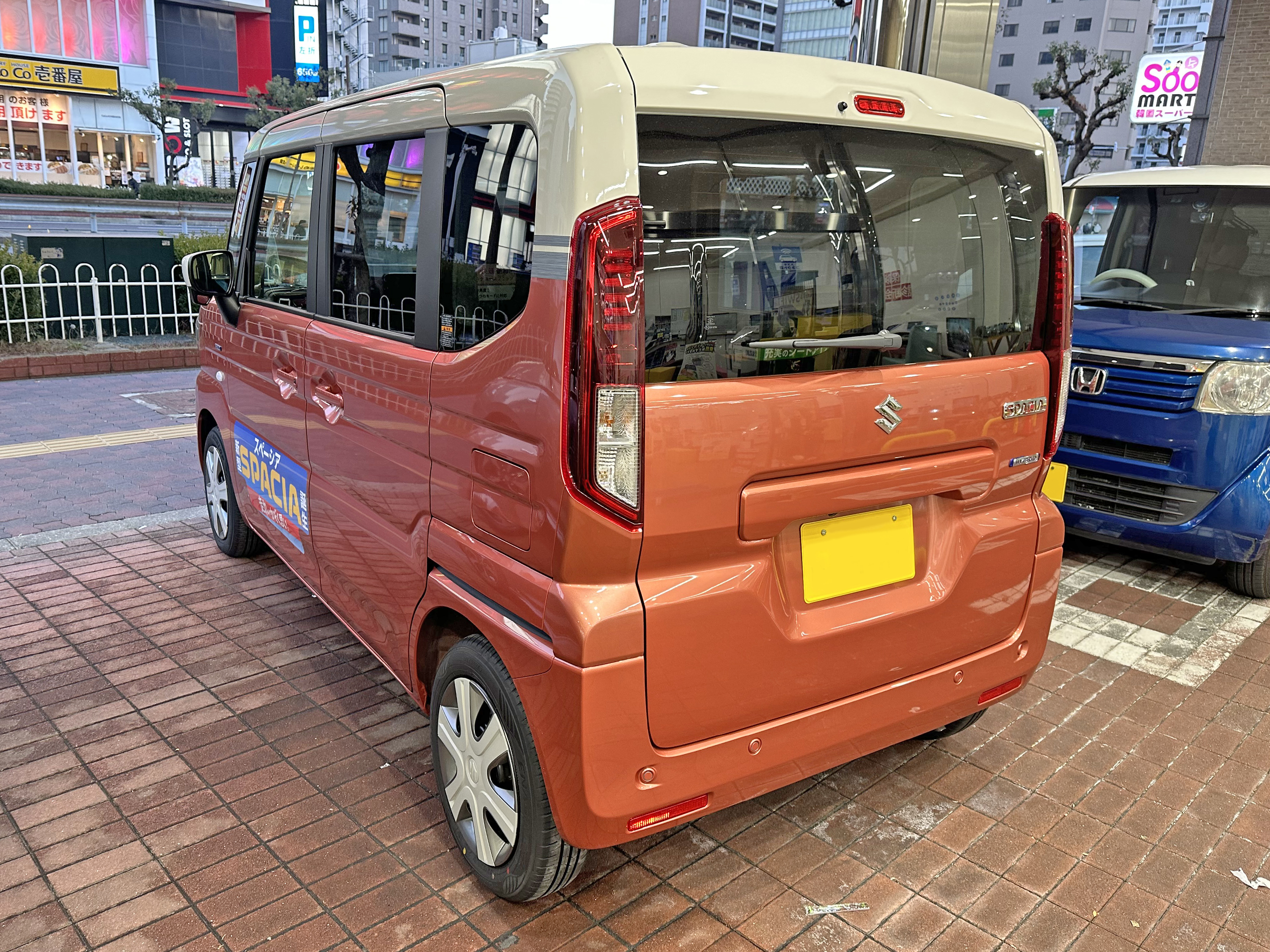
HYBRID X リア
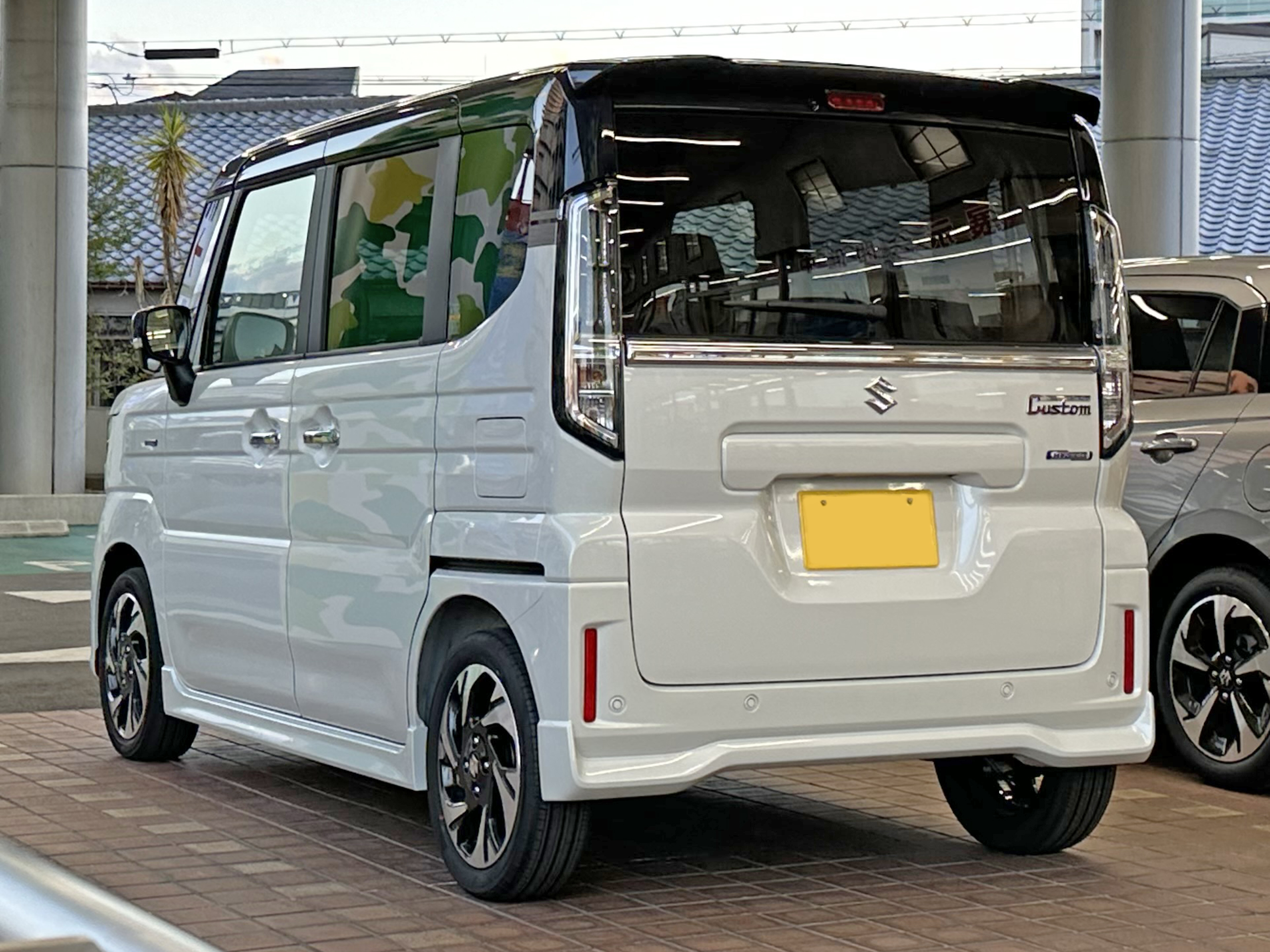
カスタムHYBRID XS リア
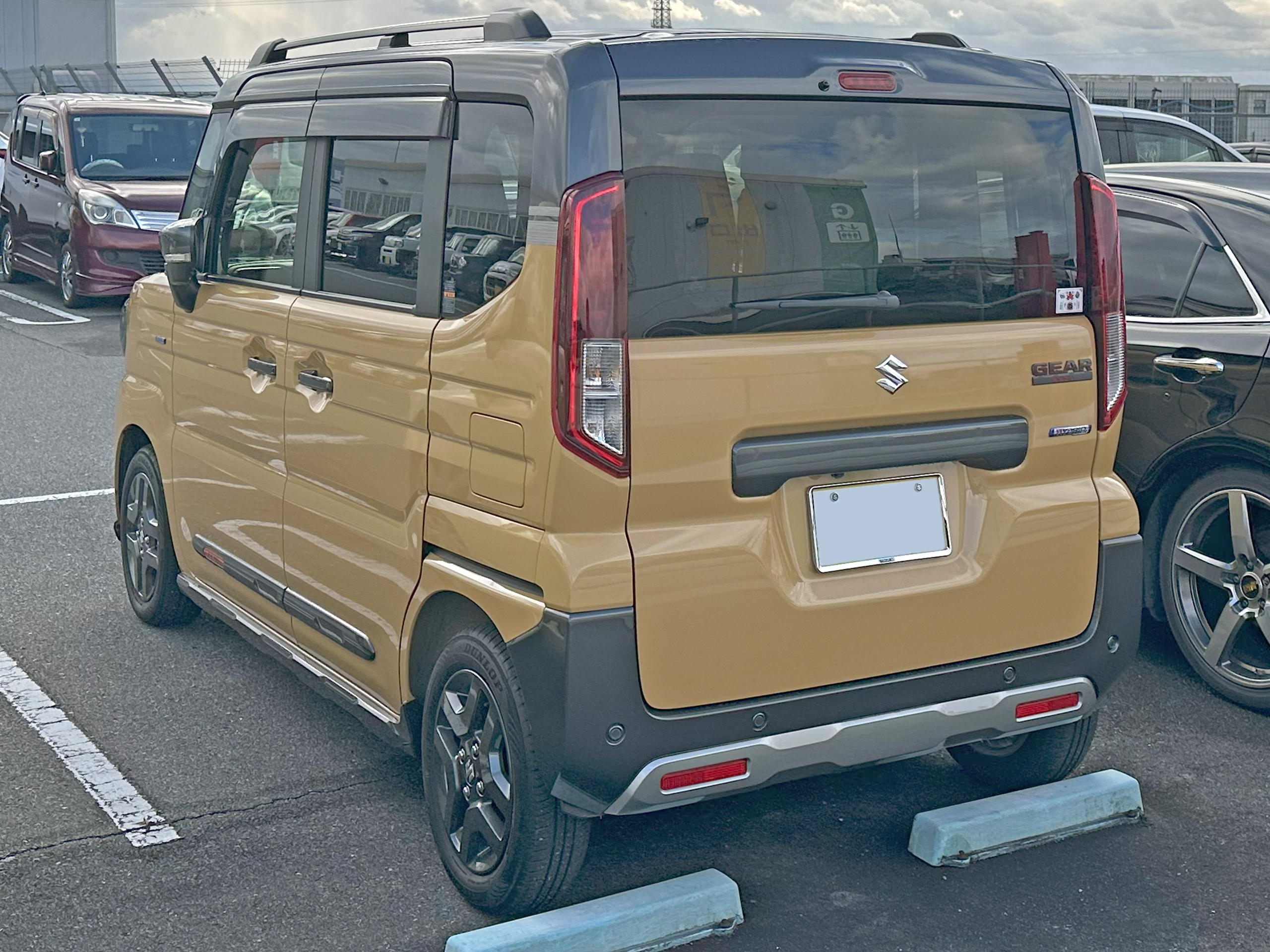
ギアHYBRID　XZ リア

## 車名の由来
英語で「空間」を表す「Space」より。前述のとおり、パレットのフルモデルチェンジとして開発されていたが、試作車を社内のあらゆる人に見てもらった結果、「広さがネーミングから連想出来るようになれば」という意見が多かったため、「広いスペースを名前からも分かるように」とスペーシアに変更された。
2代目のバリエーションモデルの「ギア」（GEAR）は英語で「用具」、「ベース」（BASE）は英語で「基地」「拠点」という意味。

### 類似する商標
スズキ・スペーシアは、東武鉄道の日光線・鬼怒川線系統の特急電車スペーシアに使われる同社の100系電車、及びスペーシアXに使われる同社のN100系とは愛称やスペルが同一である。ただし、東武100系・N100系電車の車体ロゴは全て大文字 (SPACIA)であるのに対し、当車種では大文字・小文字併用（Spacia）であり、表記が異なる。また別分野では日本板硝子（第4593935号ほか）なども商標登録している。東武100系電車と同N100系電車の愛称スペーシアは一般公募により決定し、いずれも東武鉄道の登録商標にもなっているが、乗用車（第12類）と  鉄道車両（第39類）で種類が異なるため、スズキ自動車及び東武鉄道の商標権の侵害とはならない。